# 奥州市
奥州市（おうしゅうし）は、岩手県の内陸南部に位置する市。ブランド牛肉の前沢牛や、観光施設のえさし藤原の郷で知られる。

## 概要
岩手県の県南地方を管轄する出先機関・県南広域振興局の所在地である。隣接する北上市、一関市と同様、東北全体の中心都市である仙台市と北東北の中心都市である盛岡市の中間に位置する中間的拠点都市のひとつでもある。
2006年（平成18年）に水沢市・江刺市、胆沢郡前沢町・胆沢町・衣川村が新設合併して誕生した。それに伴い、総面積は993.35平方キロメートルと岩手県内では宮古市、一関市についで第3位、人口は盛岡市についで第2位の約10万5000人となる（ただし、人口は近年減少傾向にある）。
市名の「奥州」は旧令制国での陸奥国の別称でもあり、岩手県全体を含む東北地方の大半を包含する名称（広域地名かつ僭称地名）でもある。

## 地理

上空からの奥州市中心部

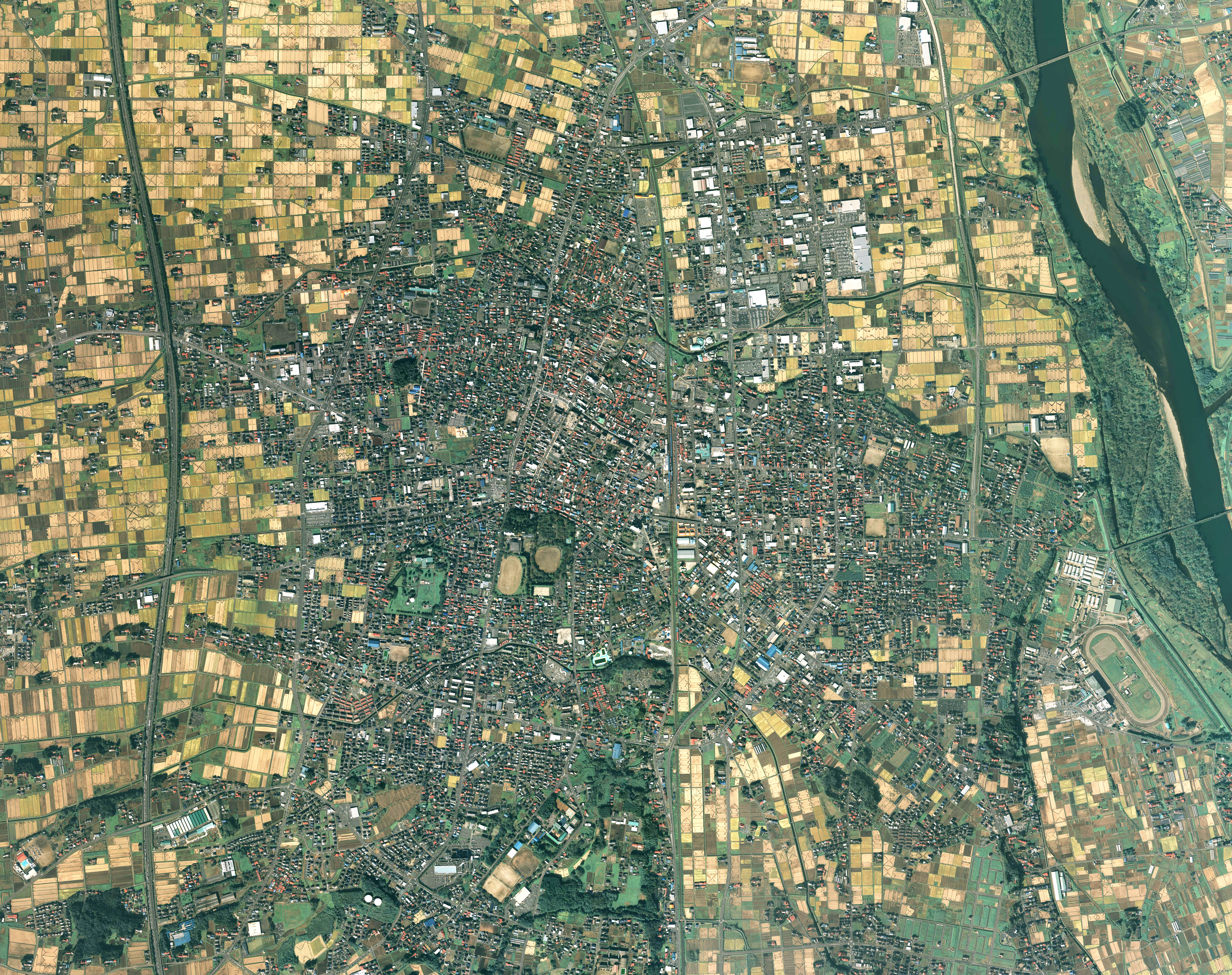
市役所のある水沢地区中心部周辺の空中写真。2011年10月9日撮影の21枚を合成作成。
。

### 立地
奥州市は、西側を奥羽山脈、東側を北上山地で挟まれる北上盆地の南部に位置する。北は花巻市・北上市・西和賀町・金ケ崎町、南は一関市・平泉町、東は遠野市・住田町、西は秋田県東成瀬村に接している。

### 地勢
市の中央部を北上川が流れ、その西側には胆沢川によって形成された胆沢扇状地が広がる。胆沢扇状地は広さ約2万ヘクタールで日本最大級の扇状地となっている。
北上川の東側は北上山地につながる田園地帯となっており、その東端は種山高原や阿原山高原に連なる。また、奥州市最高峰の焼石岳を主峰とする西部地域の焼石連峰には、ブナの原生林が多く残されている。

### 産業
土地の利用状況は、総面積のうち、田が17.7%、畑が4.8%、宅地が3.5%、山林が44.1%で、農地の割合が高く、稲作を中心とした複合型農業により、県内屈指の農業地帯となっている。肥沃な大地からは前沢牛、江刺りんご、江刺金札米などの有名な農産物を生産している。また、交通の利便性の良さを背景に県内でも屈指の商業集積が進み、工業団地等が整備され、農・工・商のバランスがとれた産業基盤が特徴である。
胆江地方は古代東北地方の歴史の中心地であり、角塚古墳・胆沢城跡・衣川遺跡群など数多くの史跡が残されている。幕末から近現代にかけては水沢地区から多くの偉人を輩出しており、特に高野長英・後藤新平・斎藤実は水沢三偉人と呼ばれ、それぞれ資料館や生家など史跡も多く残されている。奥州藤原氏に起源を持つ南部鉄器・岩谷堂箪笥・秀衡塗などの伝統産業や、日高火防祭などの祭典も多く、基幹産業の事業展開が図られている。
旧奥州街道および東北本線は、扇端沿いで河岸段丘上の水沢地区の中心地域を南北に通っているが、段丘崖下の段丘面を通る国道4号沿いには新しい市街地が形成され、大規模なロードサイド店舗の進出が見られる。東北新幹線・水沢江刺駅は、その対岸（北上川東岸）に位置している。

### 地勢

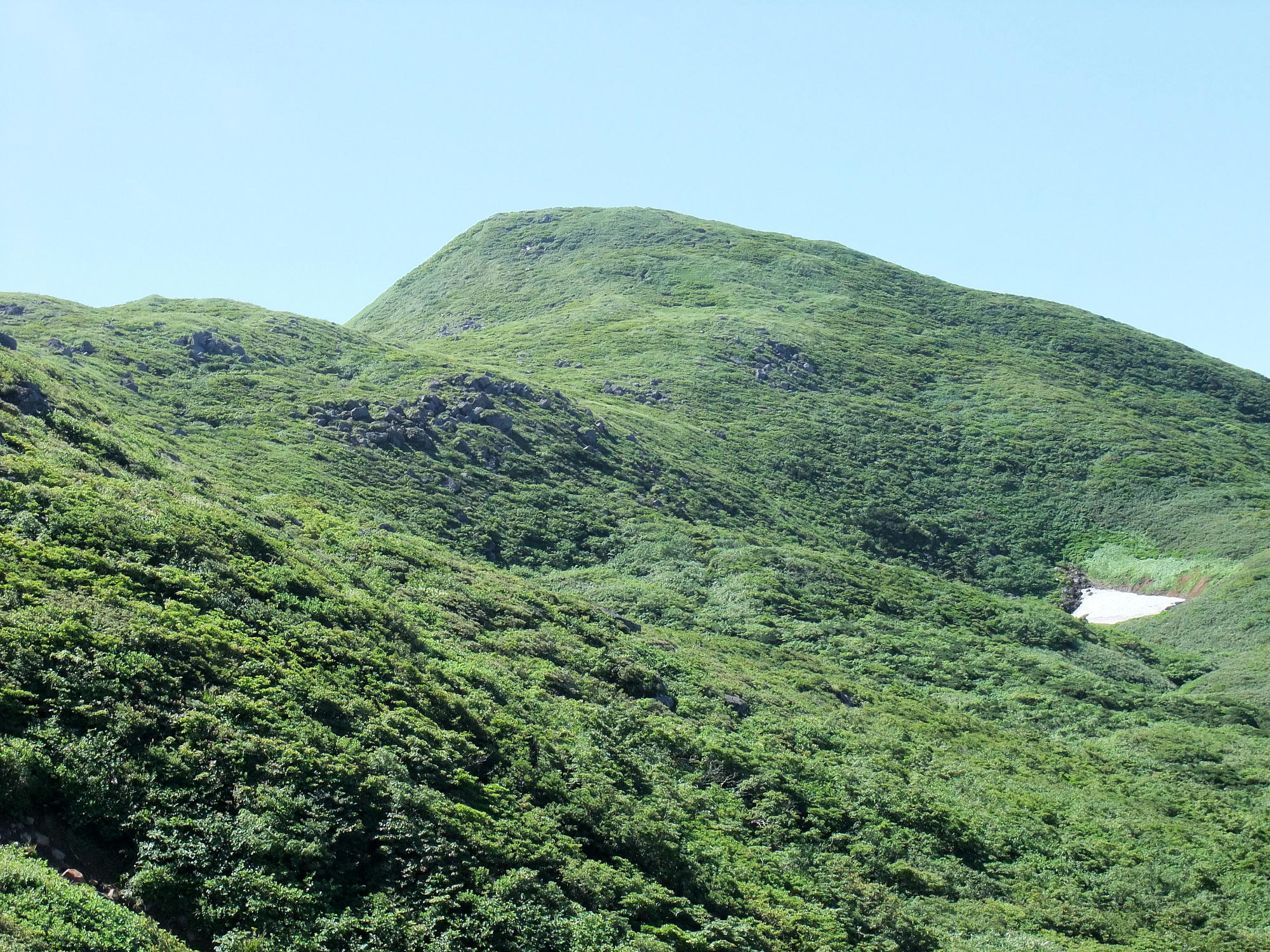
焼石岳

- 山岳丘陵：焼石岳 (1547.9m)、種山ヶ原 (870m)、束稲山 (595m)
- 河川水路：北上川、胆沢川、乙女川、人首川、衣川
- 湖水池沼：金明水、銀明水、中沼

### 人口
| |                                        |  |
| 奥州市と全国の年齢別人口分布（2005年） | 奥州市の年齢・男女別人口分布（2005年） |  |
| ■紫色 ― 奥州市 ■緑色 ― 日本全国 | ■青色 ― 男性 ■赤色 ― 女性              |  |
| 奥州市（に相当する地域）の人口の推移 \| 1970年（昭和45年） \| 126,304人 \| \| \| 1975年（昭和50年） \| 126,908人 \| \| \| 1980年（昭和55年） \| 130,318人 \| \| \| 1985年（昭和60年） \| 132,039人 \| \| \| 1990年（平成2年） \| 132,116人 \| \| \| 1995年（平成7年） \| 133,228人 \| \| \| 2000年（平成12年） \| 133,056人 \| \| \| 2005年（平成17年） \| 130,171人 \| \| \| 2010年（平成22年） \| 124,746人 \| \| \| 2015年（平成27年） \| 119,422人 \| \| \| 2020年（令和2年） \| 112,937人 \| \| |                                        |  |
| 総務省統計局 国勢調査より |                                        |  |
| 1970年（昭和45年） | 126,304人                              |  |
| 1975年（昭和50年） | 126,908人                              |  |
| 1980年（昭和55年） | 130,318人                              |  |
| 1985年（昭和60年） | 132,039人                              |  |
| 1990年（平成2年） | 132,116人                              |  |
| 1995年（平成7年） | 133,228人                              |  |
| 2000年（平成12年） | 133,056人                              |  |
| 2005年（平成17年） | 130,171人                              |  |
| 2010年（平成22年） | 124,746人                              |  |
| 2015年（平成27年） | 119,422人                              |  |
| 2020年（令和2年） | 112,937人                              |  |

### 隣接自治体
- 岩手県
  -  花巻市
  -  北上市
  -  一関市
  -  遠野市
  -  和賀郡西和賀町
  -  胆沢郡金ケ崎町
  -  西磐井郡平泉町
  -  気仙郡住田町
- 秋田県
  -  雄勝郡東成瀬村

## 気候
寒暖の差が大きく気温の年較差、日較差が大きい顕著な大陸性気候である。降雪量が多く、周辺の自治体と同様に豪雪地帯に指定されている。
夏季はフェーン現象により、気温が35℃を上回る猛暑日になることもある。冬季は放射冷却により、気温が-15℃を下回ることもある。近年では2021年1月9日に-18.3℃を観測している。
| 江刺（1991年 - 2020年）の気候      | 江刺（1991年 - 2020年）の気候 | 江刺（1991年 - 2020年）の気候 | 江刺（1991年 - 2020年）の気候 | 江刺（1991年 - 2020年）の気候 | 江刺（1991年 - 2020年）の気候 | 江刺（1991年 - 2020年）の気候 | 江刺（1991年 - 2020年）の気候 | 江刺（1991年 - 2020年）の気候 | 江刺（1991年 - 2020年）の気候 | 江刺（1991年 - 2020年）の気候 | 江刺（1991年 - 2020年）の気候 | 江刺（1991年 - 2020年）の気候 | 江刺（1991年 - 2020年）の気候 |
| 月                                 | 1月                           | 2月                           | 3月                           | 4月                           | 5月                           | 6月                           | 7月                           | 8月                           | 9月                           | 10月                          | 11月                          | 12月                          | 年                            |
| ---------------------------------- | ----------------------------- | ----------------------------- | ----------------------------- | ----------------------------- | ----------------------------- | ----------------------------- | ----------------------------- | ----------------------------- | ----------------------------- | ----------------------------- | ----------------------------- | ----------------------------- | ----------------------------- |
| 最高気温記録 °C （°F）             | 13.2 (55.8)                   | 18.9 (66)                     | 23.0 (73.4)                   | 29.3 (84.7)                   | 34.6 (94.3)                   | 34.8 (94.6)                   | 37.3 (99.1)                   | 37.3 (99.1)                   | 36.1 (97)                     | 29.7 (85.5)                   | 23.9 (75)                     | 20.0 (68)                     | 37.3 (99.1)                   |
| 平均最高気温 °C （°F）             | 2.5 (36.5)                    | 3.8 (38.8)                    | 8.5 (47.3)                    | 15.3 (59.5)                   | 21.0 (69.8)                   | 24.6 (76.3)                   | 27.6 (81.7)                   | 29.0 (84.2)                   | 25.1 (77.2)                   | 18.9 (66)                     | 11.9 (53.4)                   | 5.1 (41.2)                    | 16.2 (61.2)                   |
| 日平均気温 °C （°F）               | −1.2 (29.8)                   | −0.4 (31.3)                   | 3.3 (37.9)                    | 9.2 (48.6)                    | 15.1 (59.2)                   | 19.3 (66.7)                   | 22.8 (73)                     | 23.9 (75)                     | 19.8 (67.6)                   | 13.3 (55.9)                   | 6.7 (44.1)                    | 1.3 (34.3)                    | 11.1 (52)                     |
| 平均最低気温 °C （°F）             | −5.2 (22.6)                   | −4.6 (23.7)                   | −1.4 (29.5)                   | 3.4 (38.1)                    | 9.8 (49.6)                    | 15.0 (59)                     | 19.2 (66.6)                   | 20.1 (68.2)                   | 15.6 (60.1)                   | 8.4 (47.1)                    | 2.0 (35.6)                    | −2.3 (27.9)                   | 6.7 (44.1)                    |
| 最低気温記録 °C （°F）             | −18.6 (−1.5)                  | −18.9 (−2)                    | −15.6 (3.9)                   | −5.3 (22.5)                   | −0.3 (31.5)                   | 5.8 (42.4)                    | 8.9 (48)                      | 10.8 (51.4)                   | 3.9 (39)                      | −1.1 (30)                     | −8.4 (16.9)                   | −15.5 (4.1)                   | −18.9 (−2)                    |
| 降水量 mm （inch）                 | 57.3 (2.256)                  | 43.6 (1.717)                  | 71.4 (2.811)                  | 77.2 (3.039)                  | 98.0 (3.858)                  | 109.7 (4.319)                 | 168.9 (6.65)                  | 155.6 (6.126)                 | 149.7 (5.894)                 | 115.3 (4.539)                 | 72.2 (2.843)                  | 73.4 (2.89)                   | 1,194.1 (47.012)              |
| 平均降水日数 （≥1.0 mm）           | 13.2                          | 11.1                          | 10.7                          | 9.5                           | 10.5                          | 9.7                           | 13.0                          | 11.3                          | 11.5                          | 10.7                          | 11.7                          | 13.8                          | 136.9                         |
| 平均月間日照時間                   | 95.9                          | 111.5                         | 155.5                         | 178.8                         | 187.8                         | 154.6                         | 132.0                         | 149.7                         | 126.2                         | 130.5                         | 113.5                         | 89.0                          | 1,630                         |
| 出典1：Japan Meteorological Agency |                               |                               |                               |                               |                               |                               |                               |                               |                               |                               |                               |                               |                               |
| 出典2：気象庁                      |                               |                               |                               |                               |                               |                               |                               |                               |                               |                               |                               |                               |                               |

## 歴史

### 沿革

#### 原始
およそ500万年前、奥州市周辺が仙台から続く入り江になっていた頃の時代は、マエサワクジラなどの海棲哺乳類が棲んでいた。
約3万5000年前には、斜軸尖頭器を出土した柳沢舘遺跡（水沢）などが存在し、旧石器時代から人が住んでいたと考えられる。遺跡は中期旧石器時代で、片刃礫器、削器、斜軸尖頭形剥片などの石器があるが、後続する後期旧石器時代の遺跡は未発見である。
縄文時代の東北地方（特に北部）は、後世と比べ気候温暖であった。当時の東北地方はコナラ・クリなど の落葉広葉樹林に広く覆われ、海岸線は平野の中まで深く入り組んで、採集生活に適した環境を作り出した。なお縄文時代の文化は「東高西低」といわれ、西日本の人口密度が希薄だったのに対し、東北地方と関東地方は、日本列島の人口の過半が集中する、縄文文化の中心地であった。縄文時代の遺跡として大清水上遺跡などがある。
弥生時代の遺跡としては清水下遺跡などから石包丁が発見され、近くから水田の跡も見つかったことから当地方でも古くから稲作が行われていた。

#### 古代

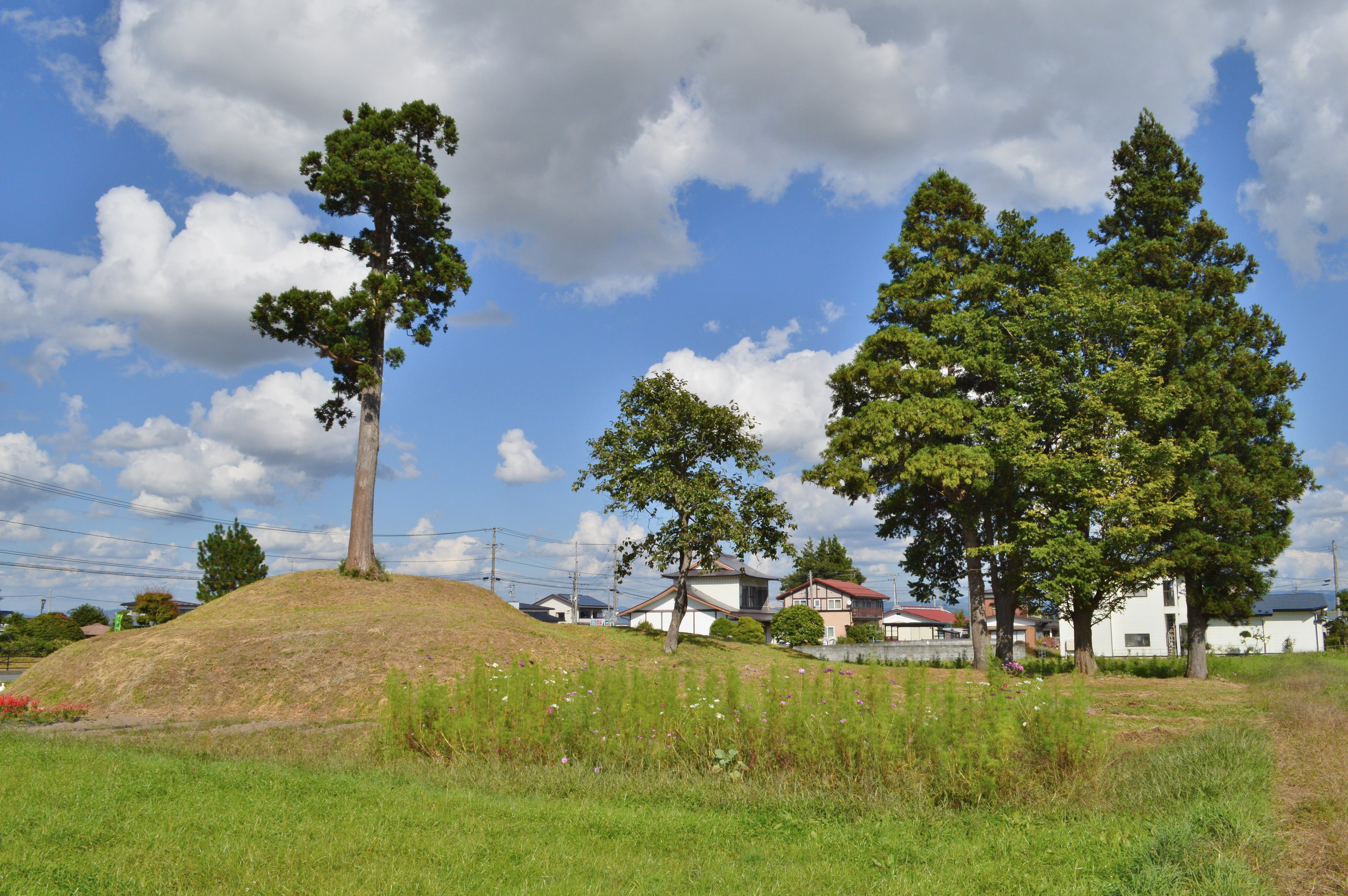
日本列島北端に位置する角塚古墳

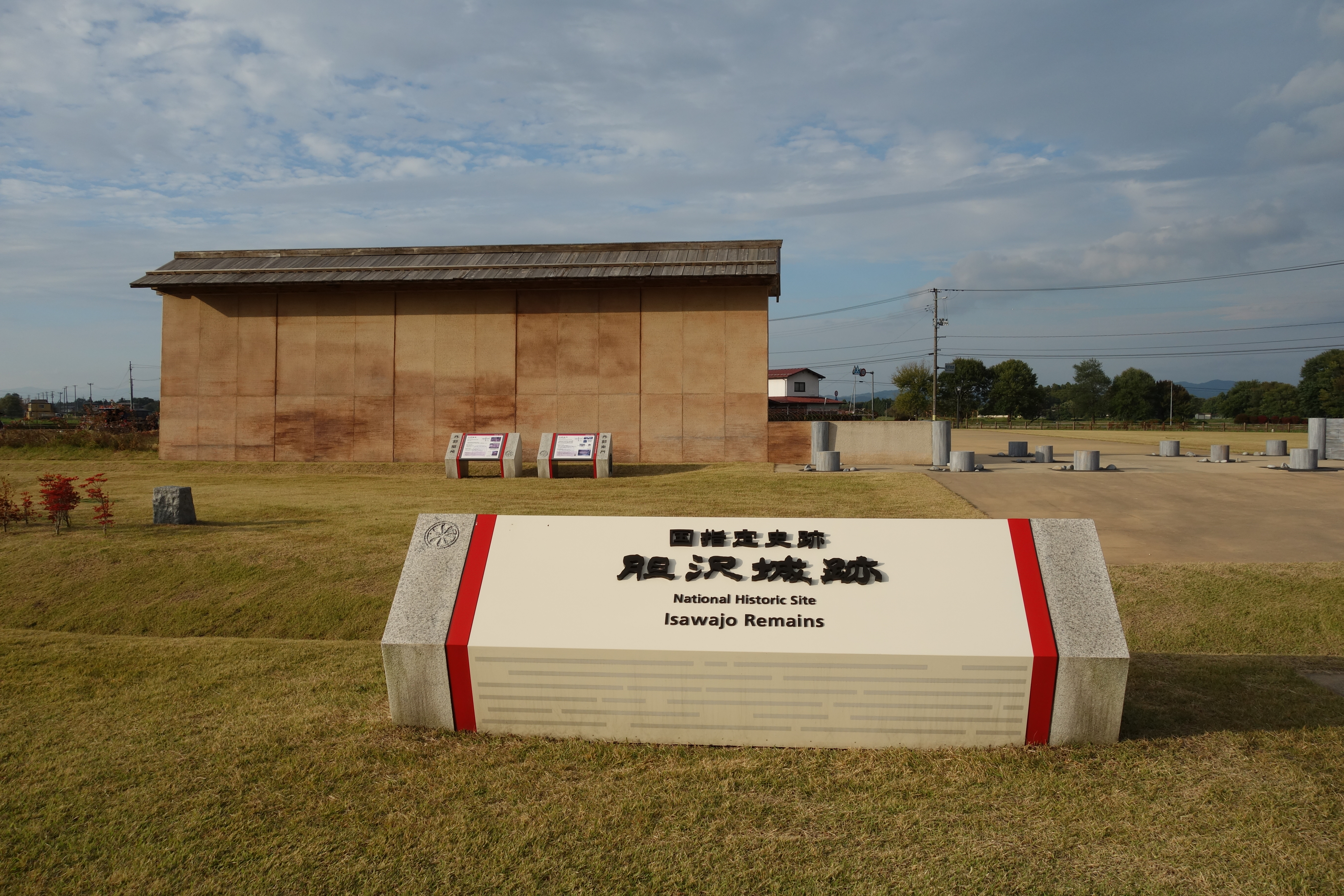
胆沢城跡

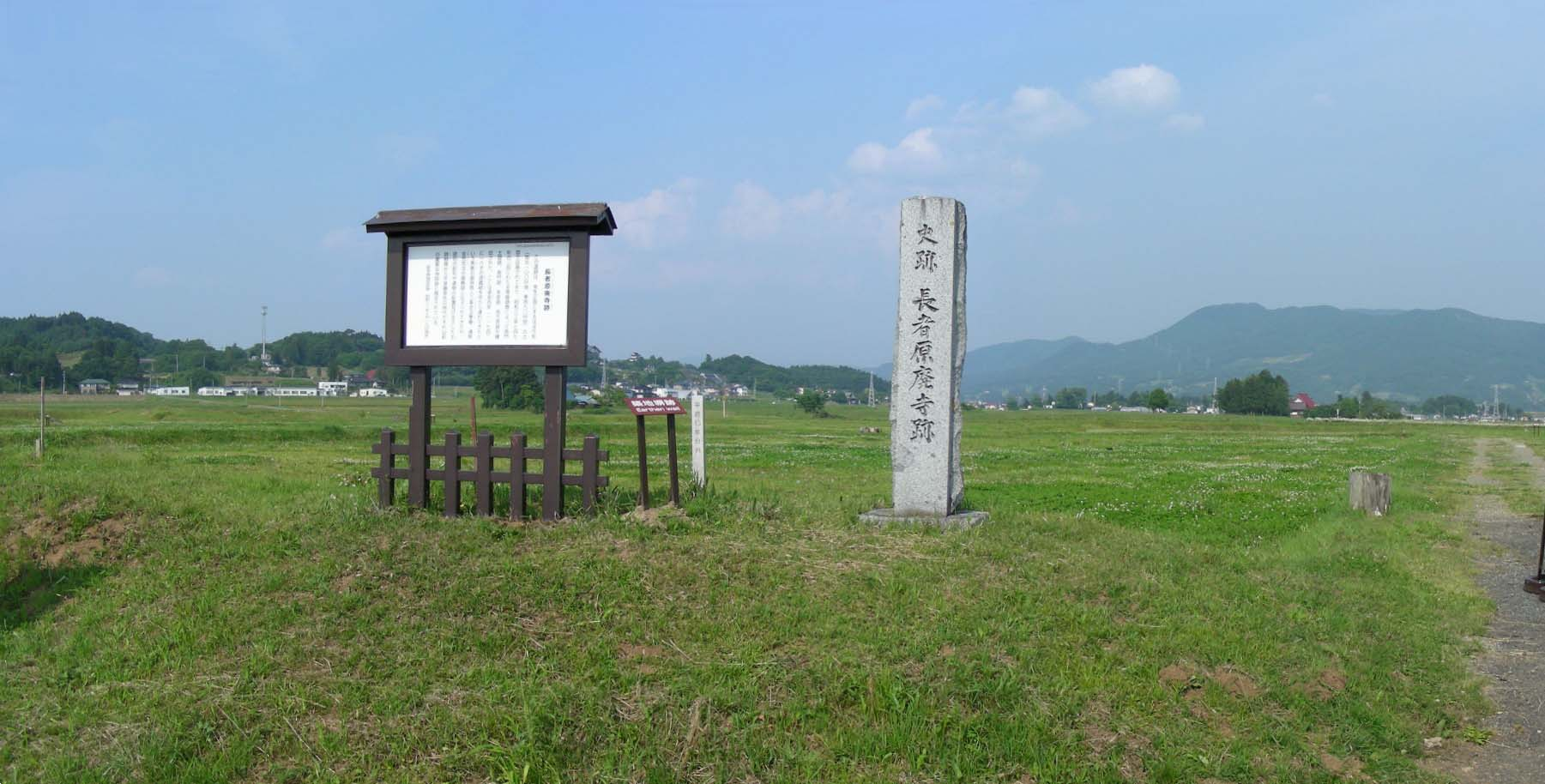
長者ヶ原廃寺跡

この地方は古代、大和朝廷(大和王国)から日高見国(日高見王国)と呼ばれ、日本書紀には「日高見の国は土地が広大で肥沃である」と記されている。平安時代初期に編纂された続日本紀によると「水陸万傾の地」と記されており、古くから拓けた土地であった。
東北地方(宮城県・福島県・山形県・岩手県・秋田県・青森県)が大和王権(大和王国)とは異なる地方王国の時代から、仙台平野に次ぐ東北地方の住民の中心地の一つであった。のちに、東北地方北部(岩手県・秋田県・青森県)の住民は、大和王権(大和王国)からエミシ(漢字表記は蝦夷)と呼ばれ恐れられることとなる。
5世紀後半〜6世紀初、日本列島北端に位置する前方後円墳、角塚古墳が造営された。当地には、古代から、豊かな国を支配する強大な権力を持った豪族がいたことを伺うことができる。
729年（天平元年）、東北地方初の寺院として、行基が黒石に東光山薬師寺（後の黒石寺）を建立する。
5世紀前後、宮城県の仙台平野を中心とする東北地方南部が大和王権(大和王国)に服属すると、大和王権は岩手県の胆沢盆地を中心とする東北地方北部(岩手県・秋田県・青森県)の住民達と対立した。
780年（宝亀11年）俘囚長、伊治呰麻呂が東北地方の長官達を殺害して反乱を起こすと、宮城県北部のエミシおよび岩手県の日高見王国と朝廷の間に「三十八年戦争」が始まった。伊治砦麻呂は宮城県栗原市から南下して陸奥国の国府兼鎮守府である多賀城を攻撃し、朝廷軍圧勝して多賀城を焼き落とした。そのあと伊治砦麻呂は軍を率いて日高見王国(岩手県)に入り消息不明となった。それ以降も、胆沢・江刺は日高見王国の本拠地であった。789年（延暦8年）日高見王国の指導者・アテルイとモレが率いる日高見王国軍は巣伏の戦いで朝廷軍に圧勝し朝廷軍を撃退した。しかし802年（延暦21年）、アテルイとモレは征夷大将軍・坂上田村麻呂(朝廷)と和睦して、騎兵500で平城京(奈良府)まで進軍した。その際にアテルイとモレは朝廷に騙されて河内国(大阪府)で処刑された。こうして「三十八年戦争」の戦いの山場は桓武天皇の勝利となり、朝廷の勝利がほぼ決まった(こののち秋田県と青森県を征服して北東北征服戦争は終結)。戦後、朝廷は国府多賀城から鎮守府を胆沢城へ移した。
平安時代後期、衣川を拠点とする豪族であった安倍氏が俘囚長として奥六郡を支配し、近辺では国司よりもはるかに強力な勢力を持つに至った。しかし前九年の役で、出羽の俘囚長・清原氏の援軍を得た源頼義・義家親子により滅ぼされた。衣川の地は、都人もあこがれた歌枕としても有名で、多くの歌人によって歌に詠まれた。
平安時代末期、前九年の役および後三年の役を経て、清原清衡（藤原清衡）が実父の姓に復して藤原氏を名乗り、根拠地を江刺郡豊田館から磐井郡平泉（現在の平泉町）に移して地方自治政権を打ち立て、政治文化の中心都市を造った。
世界遺産,平泉の市街地は衣川の北側にも広がっており、衣川をはさんだ南の政治都市と北の産業・商業都市が融合して機能する複合都市を形成していた。衣川には藤原基成と源義経の居所である衣川館や、中尊寺の子院などが並び、一大産業・商業地があった。清衡が平泉に居館を移した後も、江刺では益沢院で中尊寺に奉納された金銀字交書一切経が書写されるなど、清衡の本拠地として重要な役割をもち続けた。
首都,京都の藤原氏と同じ藤原氏である平泉の藤原氏,いわゆる奥州藤原氏(平泉藤原氏)は、約100年間(一世紀)に渡って東北地方全域を朝廷公認の自治政権として支配した。しかし平泉藤四代目当主・藤原泰衡のとき、源義経を匿ったことを口実に源頼朝の侵略を受けて滅亡した。

#### 中世
鎌倉時代から室町時代にかけて頼朝から奥州総奉行に任じられた葛西清重を祖とする葛西氏が当地を治めた。初代清重は奥州藤原氏の要である胆沢郡、磐井郡と牡鹿郡を与えられ、平泉ではなく石巻城に居を構えた。築城年代・築城者は不明だが、現地の伝承では、葛西氏家臣の蜂谷氏・佐々木氏・柏山氏などが水沢城を築城している。水沢城は葛西氏の胆沢平野支配の拠点の一つであったと考えられている。また、江刺郡には幕府御家人・千葉頼胤の三男である胤道が配され、岩谷堂城を居城として江刺氏を名乗り、江刺氏配下の人首氏が人首城を築城している。

正法寺

1349年（貞和4年）無底良韶が黒石に正法寺を建立。奥羽二州（東北地方）における曹洞宗の本寺・日本第三の本山で、東北地方における曹洞宗の中心寺院として発展。かつては東日本各地に末寺が508ヶ寺や1200ヶ寺あったと伝えられている。
戦国時代末期になると、葛西氏は領土を胆沢郡、磐井郡、牡鹿郡から、登米郡、本吉郡、江刺郡、気仙郡にまで拡大した。その一方で南部で隣接する大崎氏と衝突するようになった。このため大崎氏を挟み合う位置関係にある戦国大名、伊達氏と同盟し、伊達氏から当主を受け入れるなど、伊達氏と密接な関係を築いた。
伊達政宗の頃になると、葛西領は「伊達の馬打ち」と呼ばれる伊達氏の準領土となった。伊達氏は葛西氏の軍事指揮権を掌握したが、徴税権は葛西氏が握った。
伊達政宗が豊臣秀吉に屈服し、秀吉が奥州仕置によって葛西氏を滅亡させると、秀吉は葛西領を家臣、木村吉清に与えた。これに不満を抱いた伊達政宗は、旧葛西領および旧大崎領で「葛西大崎一揆」を起こさせた。しかし政宗の陰謀は秀吉に露見する。秀吉から一揆鎮圧の命令を受けた政宗は木村吉清を一揆勢から救出し、自ら一揆を鎮圧した。
戦後、秀吉は政宗から伊達郡などの先祖ゆかりの地や政宗が征服した会津地方を奪い取り、政宗に旧葛西領（現・岩手県南部）と旧大崎領（現・宮城県）を与えた。政宗は居城・岩出山城を築き、新しい領土の統治に当たった。こうして奥州市一帯は伊達領の一部となった。
豊臣秀吉が死ぬと伊達政宗は徳川家康の天下取りに協力し、1600年（慶長5年）の関ヶ原の戦いを経て翌年政宗は居城・仙台城と城下町を築いた。ここに仙台藩が誕生し、奥州市一帯は仙台領の一部となった。

#### 近世

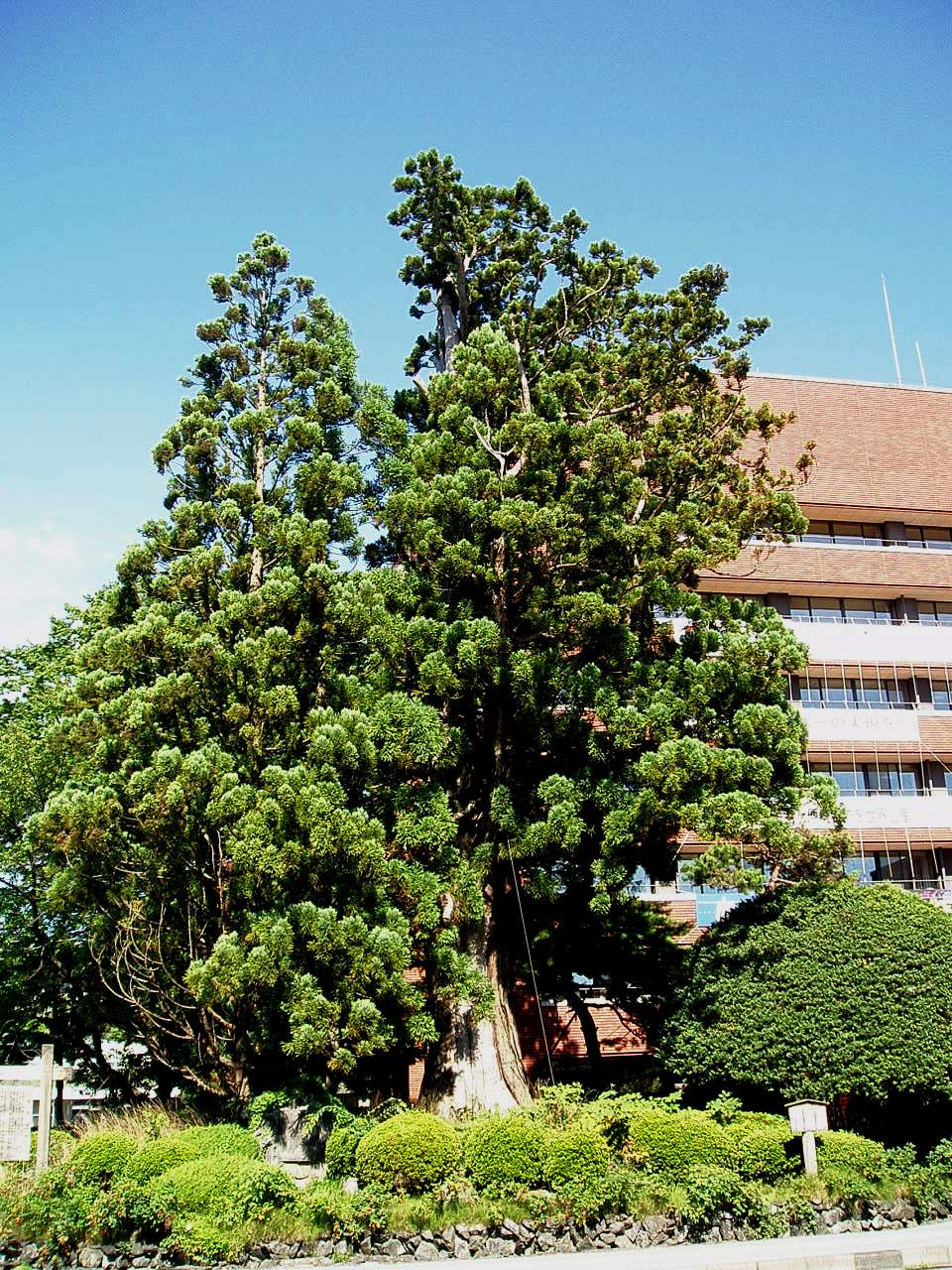
水沢城跡の姥杉

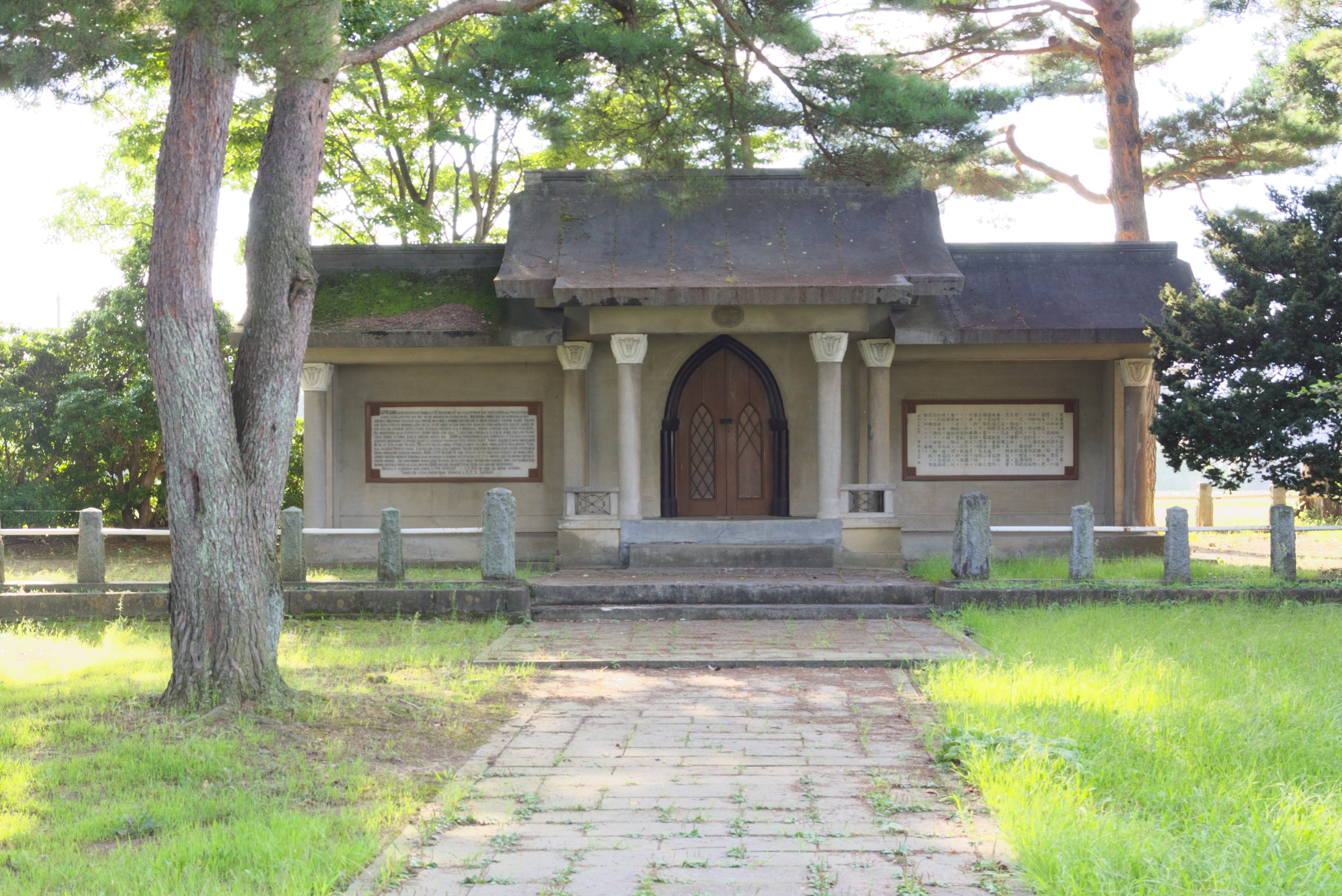
後藤寿庵廟（寿庵の館跡）

仙台領は現在の宮城県と福島県の一部、岩手県南部（北上市まで）となり、伊達氏家老には各領地が与えられ、市内には水沢城（要害）、岩谷堂城（要害）、人首城（要害）、前沢城（所）がおかれた。
水沢には代官所が置かれ領主も転々と変わり、寛永6年（1629年）留守宗利が入城すると近世城下町・水沢の原型が形成され、以後仙台藩一門三席留守氏の支配が幕末まで230余年間続く。なお、宗利は父留守政景（政宗の叔父）の代から「伊達氏」を名乗っていたため「水沢伊達氏」とも呼ばれる。水沢は奥州街道が南北を貫き、仙北街道（手倉街道）と盛街道が交差する交通の要所であったため宿場町として栄え、商人の町として町人文化も栄えた。
岩谷堂は仙台藩北辺の要害として、伊達家の重臣が治めた城下町として整備され、北上川の舟運や陸路交通の要衝地ということもあり、問屋町や馬市が開かれ栄えた。岩屋堂城は幾たびも領主が変わったが、慶長15年（1610年）岩城隆道が伊達家の家臣に取り立てられ伊達政隆と改名、岩谷堂の領主となり以後仙台藩一門六席「岩谷堂伊達家」の時代が幕末まで続く。
1612年（慶長17年）キリシタンである後藤寿庵は、見分村（現在の水沢福原）に千二百石を領した。彼は自分の家臣や領民をキリシタンに帰依させ、見分の知名をキリストの福音に満ちた地にしようという心から福原に変え、福原が東北地方のキリシタン布教の拠点となる。1623年（元和9年）にかけ、私財を投じて胆沢川の水を引く用水堰の開削に尽力したが、幕府による禁教令により逃亡。遺志を継いだ地域住民により寿庵堰が完成。胆沢平野が穀倉地帯となる基盤をつくる。

#### 近代

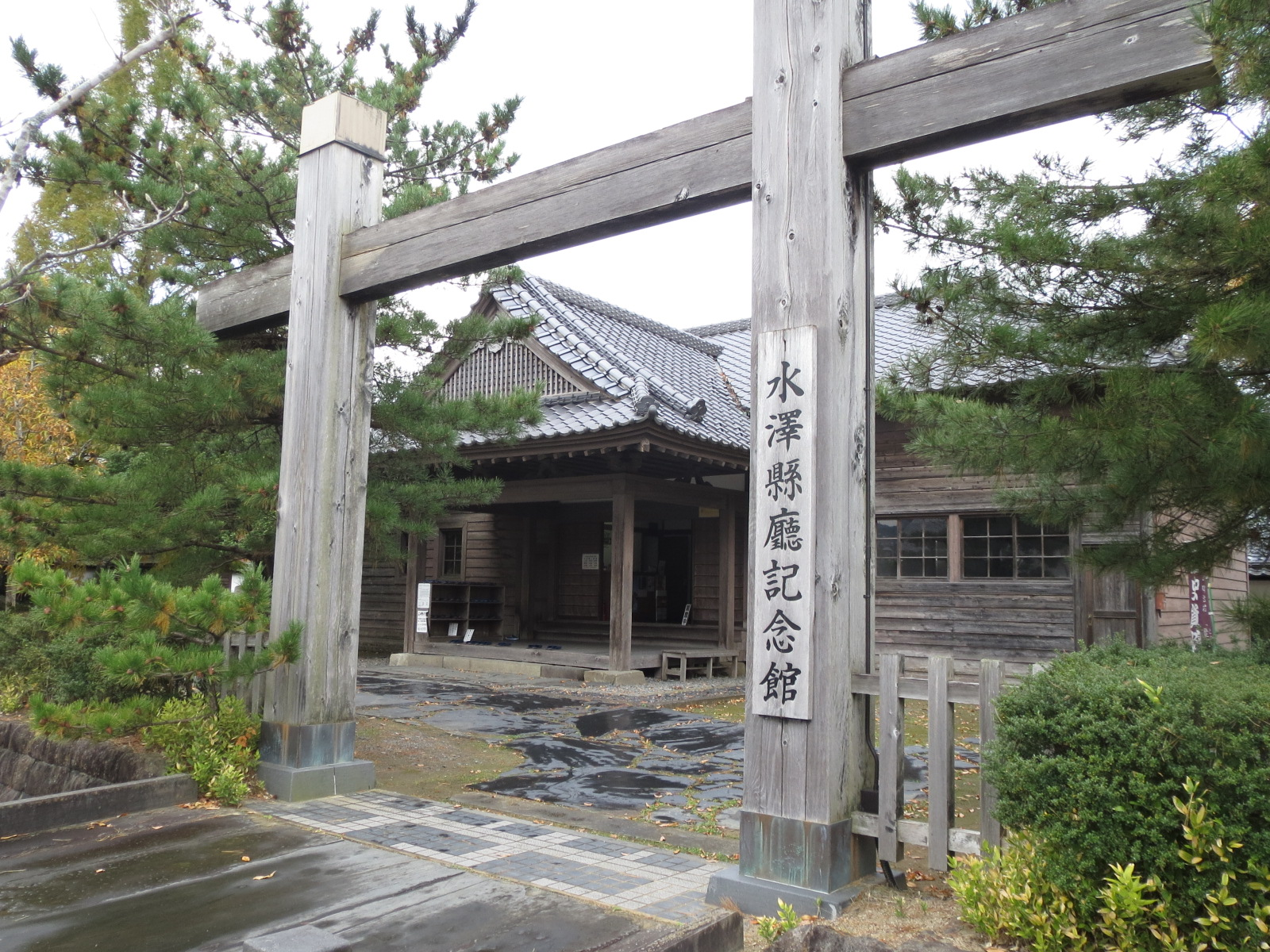
かつて水沢県庁舎として使用されていた水沢県庁記念館（宮城県登米市）

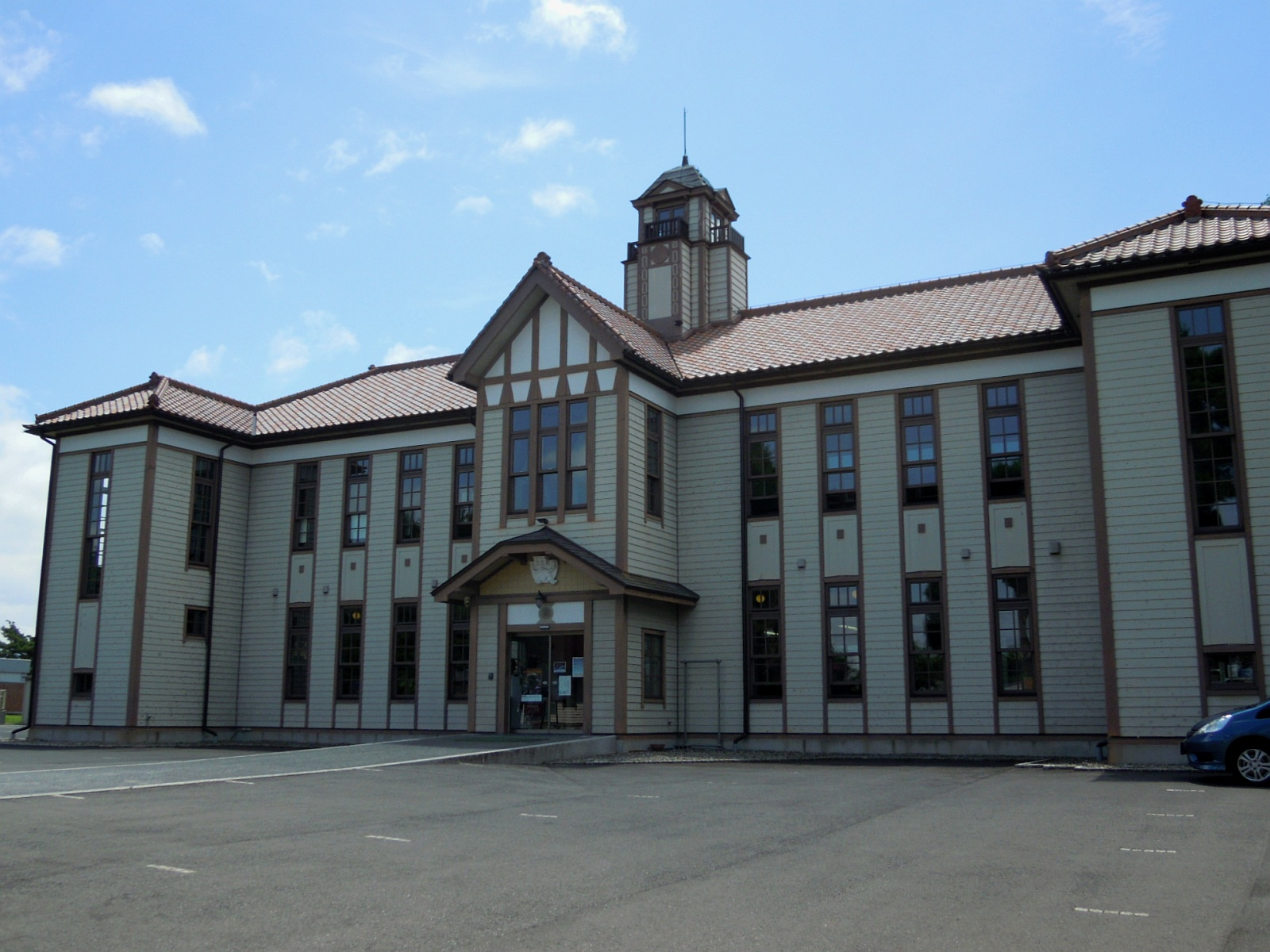
緯度観測所旧本館（現・奥州宇宙遊学館）

戊辰戦争では、仙台藩は奥羽越列藩同盟（北部政府）をつくって明治新政府と戦った。仙台藩の一門である水沢伊達氏も白河の役に出陣したが、石切山などで敗れ、1869年（慶応4年/明治２年）6月12日に星隊長ら17人の死者を出した。新朝廷を創設する動きまであったが、敗戦により「東武朝廷」の誕生は成らなかった。
同年、伊達氏家臣は失領となり、胆沢郡は胆沢県、江刺郡には江刺県が開設された。胆沢県は当初仮県庁を前沢城に置かれ、後に水沢城が胆沢県庁となり、江刺県は岩谷堂城に県庁を置き、後に閉伊郡横田村へ移動となる。
さらに水沢伊達氏家中は陪臣であるからとして帰農を命じられ、仙台藩の士族籍を得られなかった。このため、士分を保つために家中一同そろって北海道開拓に参加すべきとの意見が出されたが、邦寧は病身のため極寒の気候に耐えられないであろうとの判断から仙台に残留し、吉田元俶・坂本平九郎が家中200名を率いて石狩国札幌郡に移住した。この時、水沢伊達氏家中によって拓かれたのが平岸村（現・札幌市豊平区平岸）である。
1876年（明治9年）廃藩置県の統廃合が続き、一関県（県庁は現在の一関市）、水沢県（水沢県の県庁は当初は水沢に置かれる予定であったが、現在の宮城県登米市に置かれた）、磐井県（県庁は現在の一関市）となり、岩手県（県庁は現在の盛岡市）に編入となる。
1878年（明治11年）胆沢・江刺郡役所が塩竈村（現在の水沢）に置かれる。
1889年（明治22年）町村制が施行され、胆沢郡には水沢町や衣川村等13町村、江刺郡には岩谷堂町等13町村が成立。
1890年（明治23年）薩長藩閥政治に反対し、国会を開き、国民の権利と議会政治の実現を求める自由民権運動は岩手県でも起こり、水沢には旧仙台藩士族の下飯坂権三朗を中心として立成社が結成された。岩手県成立後も、旧仙台領である胆沢、江刺、西磐井、東磐井、気仙の県南五郡は地形、産業、歴史上、南部領とは異なるとして、住民により県南五郡を宮城県へ編入する分県運動が自由民権運動とともに起きた。分県運動は署名運動がなされ、宮城・岩手両県の政治家により、衆議院、貴族院を通過したが、県南五郡を岩手県から離せば、県の財政基盤が崩れる点から、岩手県側から強い反対にあい、実行されなかった。
同年、日本鉄道水沢駅が開設される（現：JR東北本線）当初北上川東岸にある岩谷堂に敷設される予定だったが、住民の反対により同線が西岸側にあるルートへ変更となり、水沢への物流機能集積が始まる。
1899年（明治32年）水沢に緯度観測所（現・国立天文台水沢VLBI観測所）が開設され、緯度観測所初代所長の木村栄博士がZ項を発見した功績により国際極運動観測事業の中央局となる。

#### 戦後 - 現代
1954年（昭和29年） 胆沢郡水沢町、姉体村、真城村、佐倉河村、江刺郡黒石村、羽田村が合併し、水沢市となる。
1955年（昭和30年） 古城村・白山村および東磐井郡生母村と合併し、新制の前沢町が発足。
1955年（昭和30年） 江刺郡岩谷堂町・稲瀬村・愛宕村・田原村・広瀬村・梁川村・玉里村・藤里村・米里村・伊手村が合併し、江刺町となる。
1958年（昭和33年） 江刺町が市制施行、江刺市となる。
1967年（昭和42年） 胆沢村が町制施行し、胆沢町となる。
1977年（昭和50年） 東北自動車道（一関～盛岡間）が完成し、水沢インターチェンジが供用開始。
1985年（昭和60年） 東北新幹線水沢江刺駅開業
2006年（平成18年） 水沢市・江刺市、胆沢郡前沢町・胆沢町・衣川村が合併し、奥州市が誕生する。これらの2市2町1村は、2000年国勢調査に基く水沢都市圏（都市雇用圏 - 10%通勤圏）を構成する地方公共団体である。新市名の「奥州市」を発案したのは衣川村の職員らであった。
同年：県の出先機関である一関、花巻、北上、遠野、千厩の各振興局を水沢地方振興局に統合し、県南広域振興局が設置される。
2008年（平成20年） 岩手・宮城内陸地震が発生し、最大震度6強を観測。
2011年（平成23年） 東日本大震災が発生し、最大震度6弱を観測。
2022年（令和4年）2月27日告示の奥州市議会議員選挙において定数を上回る届出がなかった為、立候補者全員に対し奥州市では初の無投票当選が成立。

## 行政

### 庁舎

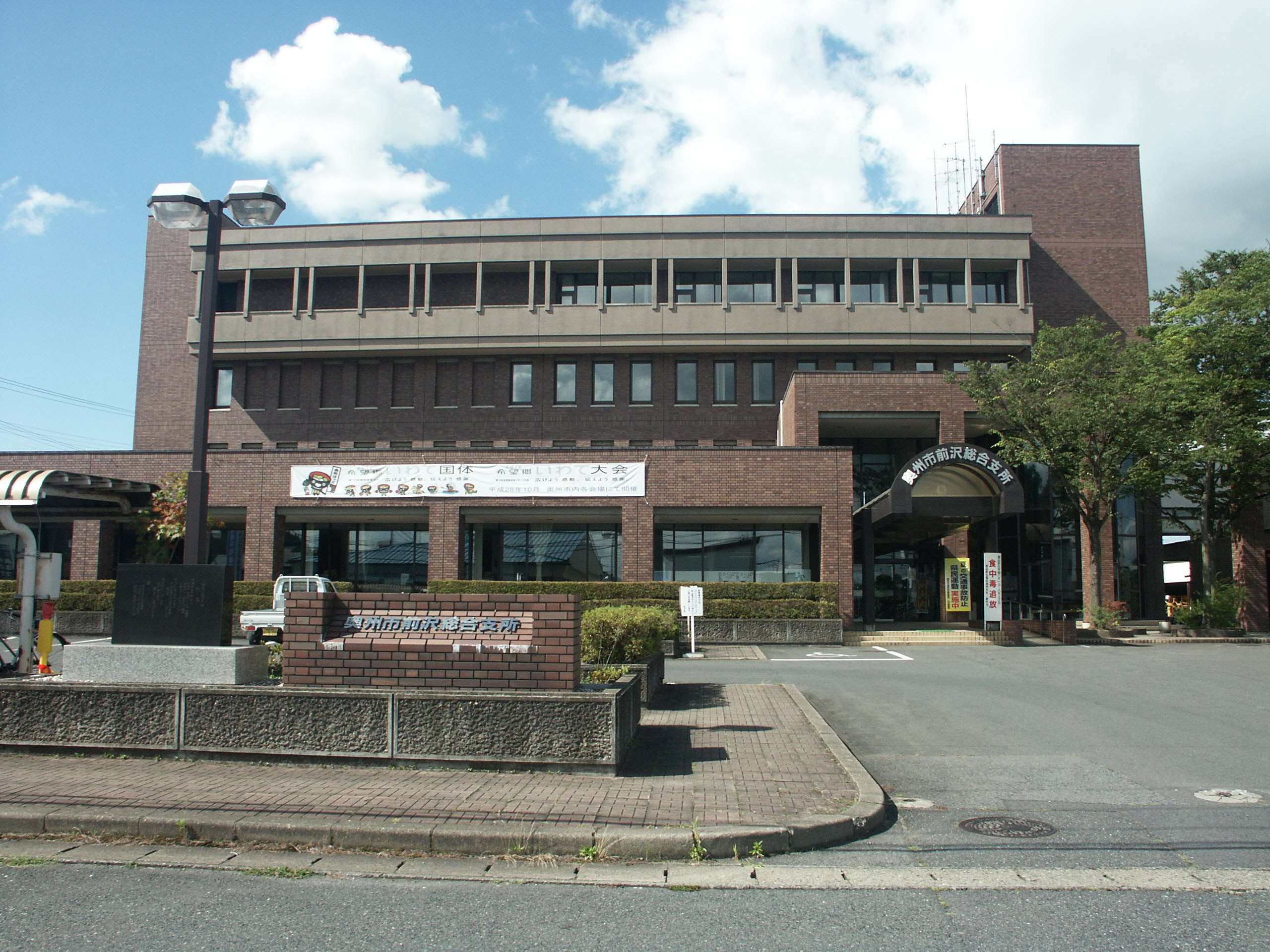
前沢総合支所
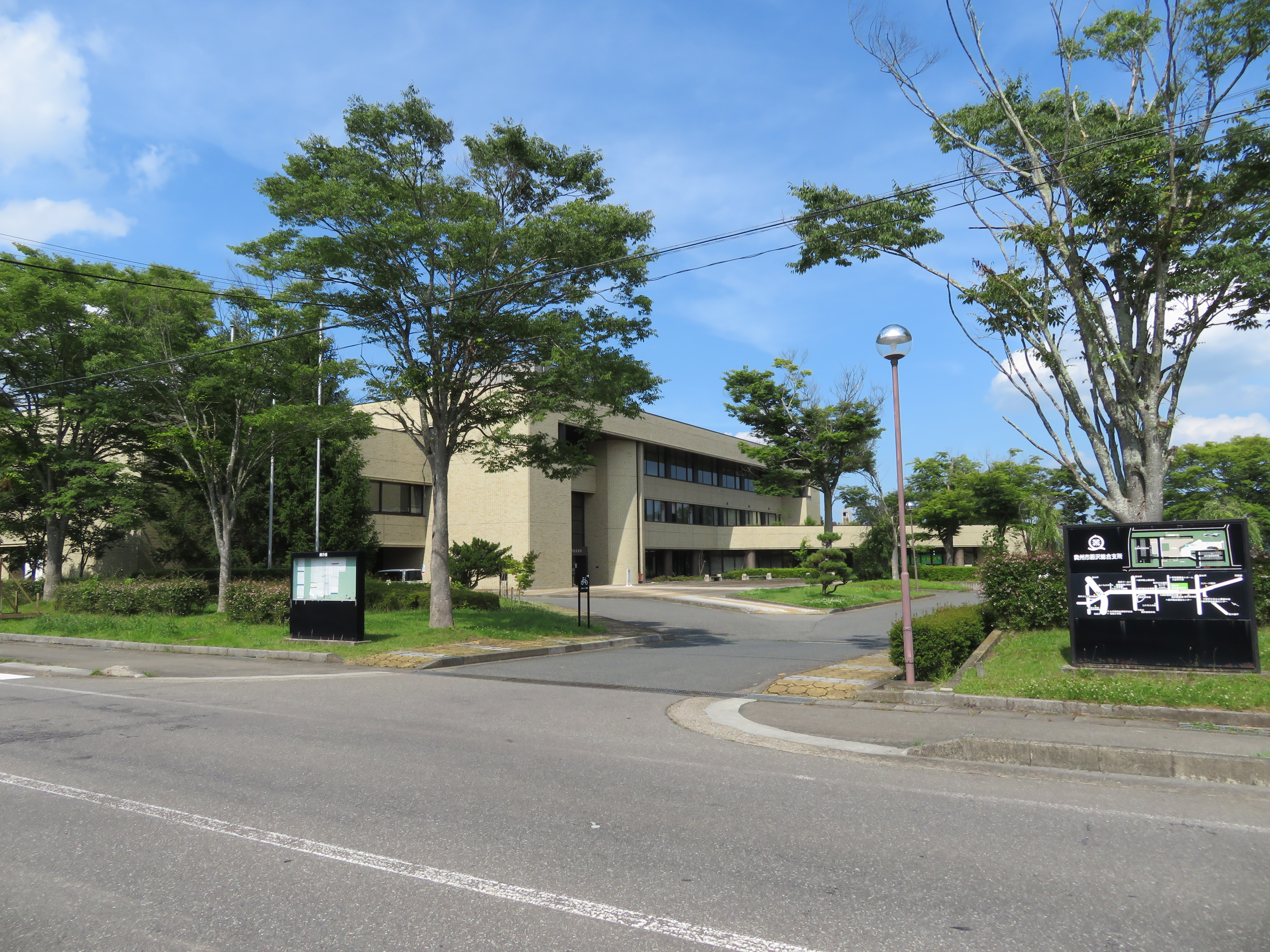
胆沢総合支所

奥州市では本庁方式を採用し、旧市町村単位で総合支所を設けている。
奥州市役所本庁・水沢総合支所（旧水沢市役所）
〒023-8501
奥州市水沢大手町1丁目1番地
江刺総合支所（旧江刺市役所）
〒023-1192
奥州市江刺大通り1番8号
前沢総合支所（旧前沢町役場）
〒029-4292
奥州市前沢字七日町浦71番地
胆沢総合支所（旧胆沢町役場）
〒029-0401
奥州市胆沢南都田字大持50番地
衣川総合支所（旧衣川村役場）
〒029-4332
奥州市衣川古戸64番地4
- 前沢総合支所
- 胆沢総合支所

### 市長
- 市長：倉成淳（くらなりじゅん、1期目）

| 代 | 氏名     | 就任日                    | 退任日                    | 備考       |
| -- | -------- | ------------------------- | ------------------------- | ---------- |
| 1  | 相原正明 | 2006年（平成18年）3月19日 | 2010年（平成22年）3月18日 | 前江刺市長 |
| 2  | 小沢昌記 | 2010年（平成22年）3月19日 | 2022年（令和4年）3月18日  | 3期        |
| 3  | 倉成淳   | 2022年（令和4年）3月19日  | 現職                      |            |

### 市議会
定数：28人
任期：2022年3月19日 - 2026年3月18日
- 議長：菅原由和（すがわら よしかず）
- 副議長：加藤清（かとう きよし）

### 都市情報
奥州市民憲章
わたしたちは、歴史・伝統・自然に恵まれたこのまちの市民であることを誇りとし、さらに良いまちをめざして市民憲章を定めます。
1. ふるさとを愛し いきいきと働くことができるまちをつくります
2. すすんで学び 文化のかおり高いまちをつくります
3. みんなが手をつなぎ 健康で明るいまちをつくります

市歌
- 奥州市民のうた
  - 作詞者：千田貴子、作曲者：さとう宗幸、編曲者：只野展也

紋章
- 「奥のOと州のS」の外郭に、中心に「米」を納めて「奥」の字を簡略化したもの[10]。

### 広域行政
- 奥州金ケ崎行政事務組合
  - 管轄市町：奥州市、金ケ崎町

### 国際リニアコライダー計画
奥州市から一関市・宮城県気仙沼市にかけての北上高地が国際プロジェクトで建設される世界初の超大型加速器「国際リニアコライダー（ILC）」の最有力候補地となっている。
誘致が実現すれば、国際機関や大学、企業の研究所が集積し、多くの研究分野が融合した国際科学都市の形成が見込まれる。世界中から研究者が訪れるため交通インフラの整備も必要になり、仙台空港の国際線増便や科学都市までのアクセス整備も計画に含まれる。
都市形成が始まって初期10年間の経済波及効果は5兆2026億円になると予想されている。奥州市ILCウェブサイト
も参照。

### 金融機関
農協・生協
- 岩手ふるさと農業協同組合
- 岩手江刺農業協同組合
- 全国労働者共済生活協同組合連合会（こくみん共済 coop）

#### 指定金融機関
指定金融機関は、岩手ふるさと農業協同組合（JA岩手ふるさと）である。
JA岩手ふるさとは、市役所内に奥州市役所本庁内支店を設置、水沢を除く各総合支所にJA岩手ふるさとの公金課が出納派出所を設置している。
なお、江刺地区は岩手江刺農業協同組合（JA江刺）の事業エリアであるため、JA岩手ふるさとの支店・有人出張所を設置しておらず、江刺総合支所に出納派出所が設置されているのみであるため、指定代理金融機関が別途設定されている。

### 地域自治区
奥州市全域に地域自治区（合併特例）を置いていたが、2018年3月31日に廃止された。
地域自治区を置いていた期間、住所表記も「奥州市水沢区○○」のようになっていたが、廃止に伴い「区」の表記をなくし、「奥州市水沢○○」のように改められた。ただし、旧水沢区内の住所である「水沢工業団地」に関しては表記重複を避けるため「奥州市水沢工業団地」とした。
- 水沢区 - 旧水沢市地域
- 江刺区 - 旧江刺市地域
- 前沢区 - 旧前沢町地域
- 胆沢区 - 旧胆沢町地域
- 衣川区 - 旧衣川村地域

## 姉妹都市・友好都市
国内
- 長沼町（北海道 夕張郡） - 旧・水沢市が1973年（昭和48年）5月9日姉妹都市提携
- 厚真町（北海道 勇払郡） - 旧・前沢町が1983年（昭和58年）6月18日姉妹都市提携
- 掛川市（静岡県） - 旧・胆沢町が旧・大東町と1985年（昭和60年）8月16日姉妹都市提携

海外
- グレーター・シェパトン市（オーストラリア連邦ビクトリア州） - 旧・江刺市が1979年（昭和54年）3月3日姉妹都市提携
- ロイテ市（オーストリア共和国チロル州） - 旧・江刺市が1991年（平成3年）6月7日姉妹都市提携
- ブライテンヴァング市（オーストリア共和国チロル州） - 旧・江刺市が1991年（平成3年）6月7日姉妹都市提携
- トーランス市（アメリカ合衆国カリフォルニア州） - 2024年（令和6年）10月1日友好都市提携[13]

## 公的機関
県南地域を管轄とする国や県の行政機関が置かれる場合が多い。

### 岩手県の機関
- 県南広域振興局
  - 管轄市町：奥州市、一関市、花巻市、北上市、遠野市、金ケ崎町、平泉町、西和賀町
- 県南家畜保健衛生所
  - 管轄市町：奥州市、一関市、花巻市、北上市、遠野市、大船渡市、陸前高田市、釜石市、金ケ崎町、平泉町、西和賀町、住田町、大槌町

### 国の機関
- 盛岡地方裁判所水沢支部
- 盛岡家庭裁判所水沢支部
- 水沢簡易裁判所
- 盛岡地方検察庁水沢支部
- 水沢区検察庁
- 法務省盛岡地方法務局水沢支局
- 国税庁仙台国税局水沢税務署
- 農林水産省東北農政局奥州地域センター
- 農林水産省東北農政局いさわ南部農地整備事業所
- 林野庁東北森林管理局岩手南部森林管理署
- 厚生労働省岩手労働局水沢公共職業安定所
- 国土交通省東北地方整備局北上川ダム統合管理事務所胆沢ダム管理支所
- 国土交通省東北地方整備局岩手河川国道事務所水沢出張所
- 国土交通省東北地方整備局岩手河川国道事務所水沢国道維持出張所
- 国土交通省国土地理院水沢測地観測所

### 警察
- 岩手県警察
  - 奥州警察署（管轄：奥州市及び金ケ崎町）
  - 機動捜査隊県南分駐隊（管轄：奥州市、一関市、北上市、金ケ崎町、平泉町、西和賀町）
  - 交通機動隊水沢分駐隊（管轄：奥州市、一関市、金ケ崎町、平泉町）

### 消防署
- 奥州金ケ崎行政事務組合消防本部
  - 水沢消防署
    - 前沢分署
    - 胆沢分署
    - 衣川分署

  - 江刺消防署

### 医療
救急指定病院
- 岩手県立胆沢病院（災害拠点病院）
- 岩手県立江刺病院
- 奥州市総合水沢病院
- 奥州市まごころ病院
- 医療法人 石川病院
- 特定医療法人清和会 奥州病院

休日夜間急患センター
- 奥州金ケ崎小児夜間診療所
- 奥州金ケ崎休日診療所

その他病院
- 医療法人社団創生会 胆江病院
- 社団医療法人啓愛会 美山病院
- 社団医療法人啓愛会 美希病院

## 公共施設
主な施設を掲載。

### 図書館
奥州市立図書館は5館で構成される。
- 水沢図書館
- 江刺図書館
- 前沢図書館
- 胆沢図書館
- 衣川セミナーハウス図書室

### 文化センター
- 奥州市文化会館（Zホール）〈水沢〉
- 胆沢文化創造センター〈胆沢〉
- 江刺体育文化会館（ささらホール）〈江刺〉

### 地区センター
全センターにおいて指定管理者制度を導入し、地区民で構成される振興会が運営している。
水沢地域
- 水沢地区センター
- 水沢南地区センター
- 常盤地区センター
- 佐倉河地区センター
- 真城地区センター
- 姉体地区センター
- 羽田地区センター
- 黒石地区センター

江刺地域
- 岩谷堂地区センター
- 江刺愛宕地区センター
- 田原地区センター
- 藤里地区センター
- 伊手地区センター
- 米里地区センター
- 玉里地区センター
- 梁川地区センター

- 広瀬地区センター
- 稲瀬地区センター

前沢地域
- 前沢地区センター
- 古城地区センター
- 白山地区センター
- 生母地区センター

胆沢地域
- 小山地区センター
- 若柳地区センター
- 胆沢愛宕地区センター
- 南都田地区センター

衣川地域
- 衣川地区センター
- 衣里地区センター
- 北股地区センター
- 南股地区センター

### 運動施設
水沢地域
- 奥州市総合体育館（Zアリーナ）
  - メインアリーナ、サブアリーナ
- 奥州市ふれあいの丘公園
  - 多目的運動広場：ラグビー場、サッカー場、ランニングコース
  - クライミングウォール
  - その他：パークゴルフ場、人工芝ゲレンデ
- 水沢公園：野球場、陸上競技場、テニスコート、相撲場、体育館
- 水沢武道館

江刺地域
- 江刺中央体育館
- 江刺中央運動公園：野球場、陸上競技場
- 江刺カルチュアパーク：テニスコート、多目的広場
- 江刺武道館

前沢地域
- 前沢いきいきスポーツランド：野球場、多目的グラウンド、パークゴルフ場、テニスコート、奥州市前沢B&G海洋センター
- 前沢グリーンアリーナ：アリーナ、テニスコート
- 前沢スポーツセンター：体育館、グラウンド

胆沢地域
- 胆沢総合体育館
- 胆沢野球場
- 胆沢陸上競技場

衣川地域
- 衣川総合体育館
- 衣川野球場

## 経済

### 商業

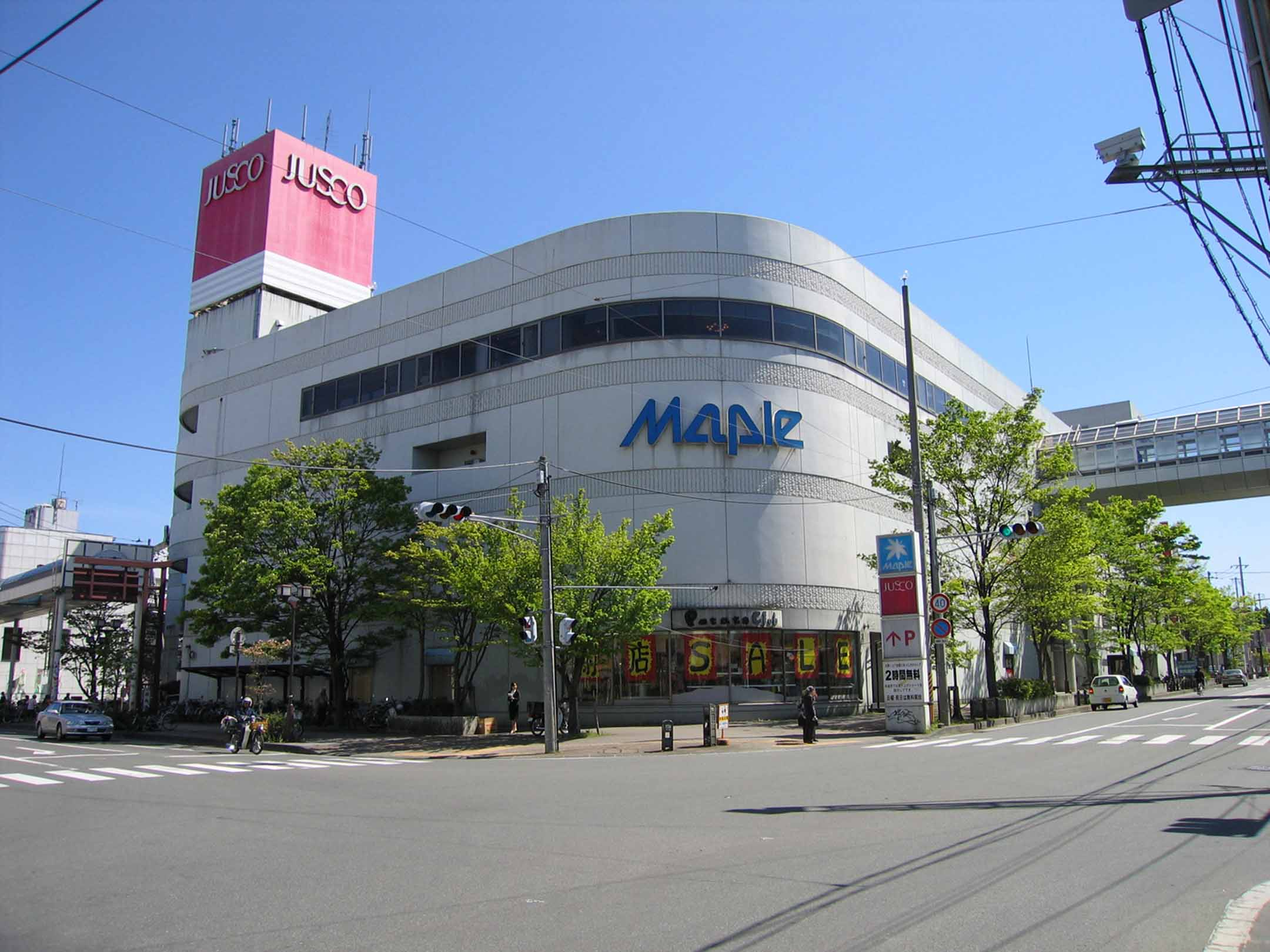
中心市街地の核施設だったメイプル（ジャスコ時代）

市内商業集積地である水沢地区は、江戸時代から平成初期まで商人の町として栄えた。その中心街である水沢駅西側は1990年代中頃まで従来の商店の他にマルサンデパート、マルカンデパート、ダイコー、三春屋（後のダイエー）、ジャスコなどの大型商店が進出し、中心市街地の規模では県都盛岡に次ぐ都市として栄えた。しかしバブル経済崩壊後の平成不況や、旧大店法が廃止された2000年以降の水沢駅東部および前沢駅東部の国道やバイパス沿いへの大型店進出などの影響により、駅前のアーケードはシャッター通りと化し中心市街地が空洞化している。

#### 主な商業施設
- XYZ水沢日高
- ショッピングパーク水沢
- カルチャーパークあてるい
- XYZ水沢
- スーパーセンタートライアル水沢上姉体店（トライアルカンパニー）
- イオンスーパーセンター水沢桜屋敷店
- マイヤ水沢店
- 江刺ツインプラザ
  - イオンタウン江刺
    - イオンスタイル江刺
- イオン前沢ショッピングセンター

### 工業
胆江地域では古くから伝統工芸品や工業用部品（鋳物・木工品・繊維・魚網）などを製造する諸工業が古くから発達していたが、産業構造の変化により、既存の諸工業は最盛期を過ぎ、変わって政策的誘致による電子部品組立工場が立地。近年になり自動車組立工場とその関連工場が隆盛を極めている。
市郊外にある江刺中核工業団地、江刺フロンティアパーク、本杉工業団地（前沢）などへの企業誘致により、奥州市の令和2年（2020年）の製造品出荷額は約3,300億円と、県内では隣接する金ケ崎町、北上市に次いで第3位となっている。
市内には東京エレクトロンの拡散炉・減圧CVD装置の製造拠点である東京エレクトロン テクノロジーソリューションズ（旧・東京エレクトロン東北）が進出しているほか、近年はトヨタ自動車が東北地方をコンパクトカー生産の拠点と位置づけており、トヨタ自動車東日本岩手工場（金ケ崎町）の増産に伴い、市内の関連する自動車産業が活性化している。
また、伝統産業の一つである南部鉄器が近年経済成長が著しい中国の富裕層に人気で、中国市場からの発注が伸びている。

### 農業
農業の面では全国有数の農業県である岩手県のなかで、奥州市は市町村別農業生産額がトップとなっている。

### 観光業
市内には数多くの名所・旧跡、レジャー施設が点在（「観光」の項を参照）。奥州市観光物産協会が中心となり祭典や物産、グルメなどを交えながらＰＲしている。しかし、南に世界遺産の中尊寺や毛越寺などを有する平泉町、北に温泉地や宮沢賢治といった観光資源がある花巻市があり、どうしても通過点として埋没しがちで、周辺の有名観光地ほど認知度も高くないといった課題を抱えている。宿泊施設は東北本線の水沢駅周辺に集中。そのほかは江刺区や郊外の温泉地に点在する。地元資本のホテルや旅館がほとんどで、域外資本のビジネスホテルチェーンはホテルルートイン奥州のみ。東北新幹線の水沢江刺駅周囲には宿泊施設がない。

### 市内に本社を置く主要企業
- 水沢信用金庫
- 水沢陸送
- 水沢ガス
- 水沢タクシー
- 北都交通
- 杉沢薬品
- 高豊
- イワフジ工業（旧中島飛行機黒沢尻工場、新明和工業子会社）

- 一条工務店仙台（一条工務店子会社）
- ファインシンター東北（ファインシンター子会社）
- TBソーテック東北（トヨタ紡織子会社）
- イチミヤ物流サービス（一宮グループ）
- 岩手シューズ株式会社（リーガルコーポレーション子会社）
- 株式会社デジアイズ（寺岡精工子会社）
- 株式会社北米貿易 (VILLAGE IMPORT)
- セントラル（カナモト子会社）

### 市内に拠点事業所を置く企業
- 東京エレクトロン テクノロジーソリューションズ東北事業所（東京エレクトロン子会社）
- フジキン東北サービス工場
- 関東化学岩手工場
- 田中貴金属工業岩手工場
- コンバム岩手事業所
- 日成ビルド工業東北生産センター
- 麒麟麦酒株式会社岩手ホップ管理センター
- ブリヂストン物流株式会社岩手事業所
- エスエスシー東北工場（住友金属、関包スチール、住友商事、住金物産合弁企業、自動車向け鋼板加工）
- ニチレキ

- プランゼージャパンプロダクションユニット
- 天乃屋岩手工場
- 天乃屋岩手生地工場
- 大井電気水沢製作所（三菱電機グループ）
- エヌエスジーアッセンブリーサービス（日本板硝子子会社、自動車用ガラス製造）
- エイアンドティー江刺工場（トクヤマ子会社）
- デサントアパレル水沢工場（デサント子会社、水沢ダウンを作製）
- 岩手畜産流通センター水沢工場
- 日本トータルテレマーケティング奥州センター

### 伝統産業
- 南部鉄器
- 岩谷堂箪笥
- 秀衡塗

### 郵便
郵便局
水沢地域
- 水沢郵便局 - 集配局
- 羽田郵便局
- 岩手黒石郵便局
- 姉体郵便局
- 真城郵便局
- 水沢横町郵便局
- 佐倉河郵便局
- 水沢大町郵便局
- 水沢太日通郵便局
- 水沢大鐘郵便局

- 水沢常磐通郵便局

江刺地域
- 江刺郵便局 - 集配局
- 野手崎郵便局
- 米里郵便局
- 伊手郵便局
- 玉里郵便局
- 稲瀬郵便局
- 愛宕郵便局
- 陸中広瀬郵便局
- 藤里郵便局

前沢地域
- 前沢郵便局 - 集配局
- 生母郵便局

胆沢地域
- 胆沢郵便局 - 集配局
- 南都田郵便局
- 小山郵便局

衣川地域
- 衣川郵便局 - 集配局

簡易郵便局
水沢地域
- 真城が丘簡易郵便局

江刺地域
- 白山簡易郵便局（2024年8月より休止中）
- 田原簡易郵便局
- 照岡簡易郵便局
- 江刺大平簡易郵便局
- 木細工簡易郵便局

- 菅生簡易郵便局
- 江刺大畑簡易郵便局（2024年11月より休止中）
- 大日簡易郵便局

前沢地域
- 古城簡易郵便局（2023年4月より休止中）
- 赤生津簡易郵便局

胆沢地域
- 大畑平簡易郵便局

- 愛宕原簡易郵便局
- 笹森簡易郵便局
- 胆沢若柳簡易郵便局

衣川地域
- 南股簡易郵便局
- 北股簡易郵便局
- 瀬原簡易郵便局

## マスメディア
新聞社
- 胆江日日新聞
  - 奥州平泉観光新聞

放送局
- コミュニティ放送
  - 奥州エフエム放送（cFM）
- ケーブルテレビ
  - 水沢テレビ（水沢地域/ケーブルテレビ）

奥州エフエム本社スタジオ正面玄関

  - えさしわいわいテレビ（江刺地域/ケーブルテレビ）
- 地上波放送局
  - 岩手めんこいテレビ業務センター

開局当初は旧水沢市・Zホール付近に本社・演奏所を構えており、盛岡市の現・本社が「業務センター」を名乗っていた。現在は奥州市のオフィスが「業務センター」を名乗る。県南部における報道・営業を管轄する支社で、制作機能はない。
情報誌
- Oh!Shun（タウン情報誌）

ウェブマガジン
- OSHU LIFE

## 教育

### 大学
- 総合研究大学院大学 水沢キャンパス

### 専修学校
- 水沢学苑看護専門学校

### 高等学校
県立
- 岩手県立水沢高等学校
- 岩手県立前沢高等学校
- 岩手県立岩谷堂高等学校

- 岩手県立水沢商業高等学校
- 岩手県立水沢工業高等学校
- 岩手県立水沢農業高等学校
- 岩手県立杜陵高等学校奥州校

私立
- 水沢第一高等学校（協和学院）
- 鹿島学園高等学校水沢キャンパス

※以下は廃校（奥州市以降）
- 岩手県立岩谷堂農林高等学校（2009年・岩谷堂高校へ統合）
- 岩手県立胆沢高等学校（2008年・水沢高校へ統合、2010年閉校）

### 中学校
- 奥州市立水沢中学校
- 奥州市立東水沢中学校
- 奥州市立水沢南中学校
- 奥州市立江刺第一中学校

- 奥州市立前沢中学校
- 奥州市立胆沢中学校
- 奥州市立衣川中学校

### 小学校
- 奥州市立水沢小学校
- 奥州市立水沢南小学校
- 奥州市立常盤小学校
- 奥州市立佐倉河小学校
- 奥州市立真城小学校
- 奥州市立姉体小学校
- 奥州市立羽田小学校
- 奥州市立岩谷堂小学校
- 奥州市立江刺愛宕小学校

- 奥州市立田原小学校
- 奥州市立江刺ひがし小学校
- 奥州市立稲瀬小学校
- 奥州市立前沢小学校
- 奥州市立胆沢第一小学校
- 奥州市立南都田小学校
- 奥州市立若柳小学校
- 奥州市立衣川小学校
- 奥州市立衣里小学校

### 特別支援学校
- 岩手県立前沢明峰支援学校

### 学校教育以外の施設
職業能力開発短期大学校
- 岩手県立産業技術短期大学校水沢校（職業能力開発促進法に基づく職業能力開発短期大学校）

自動車教習所
- 水沢自動車学校
- 第一自動車学校
- 江刺自動車学校
- 前沢自動車学校

## 交通

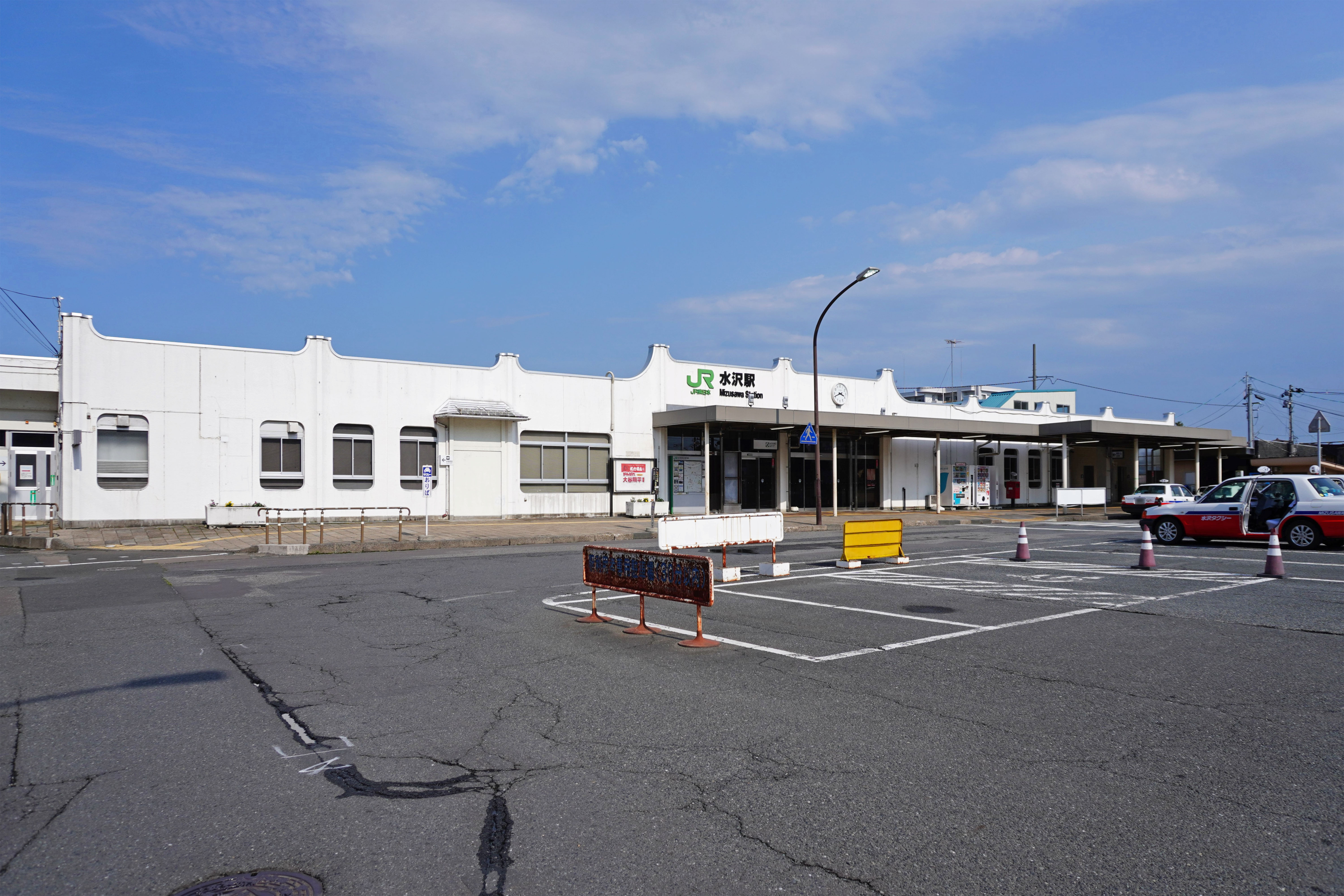
水沢駅

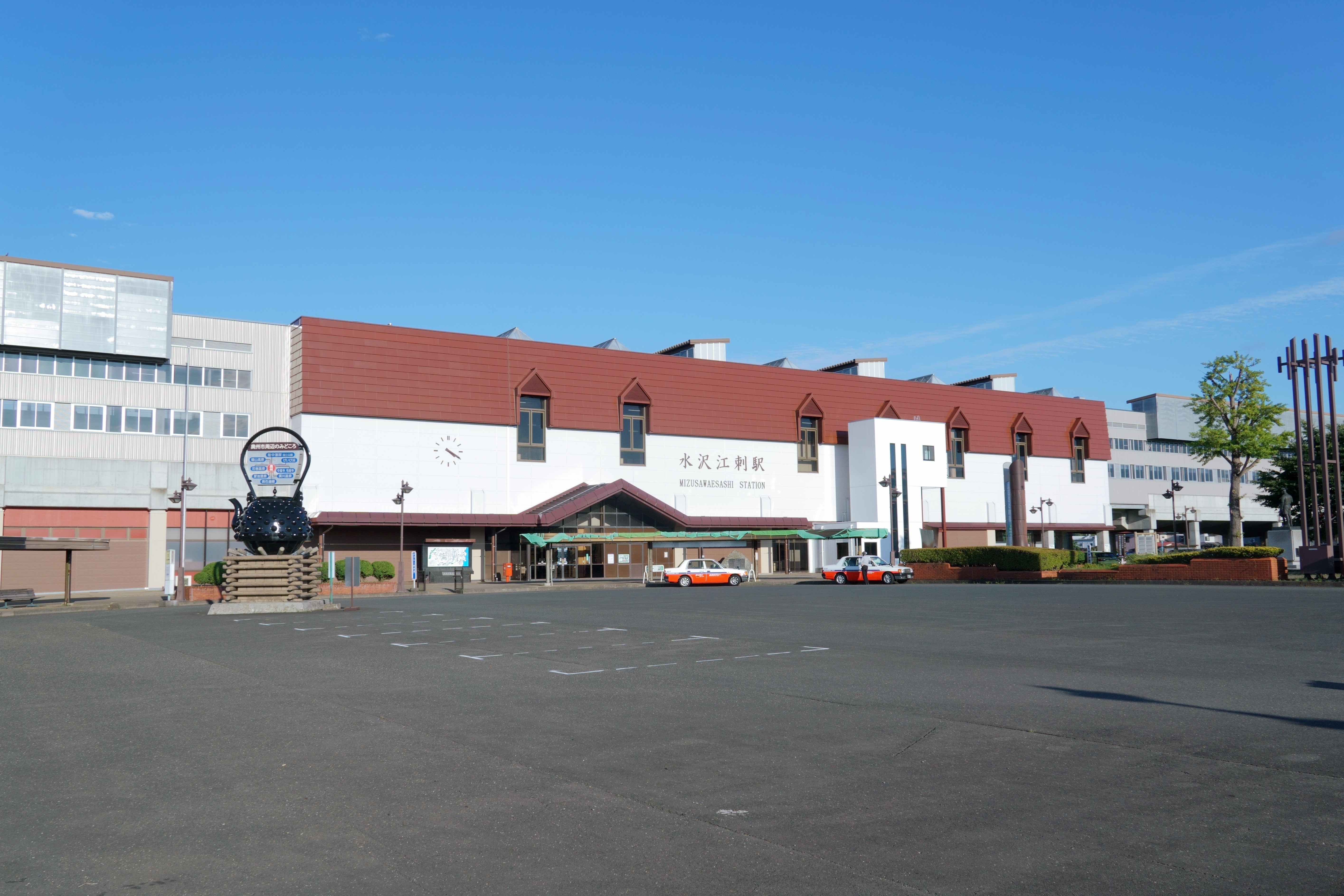
水沢江刺駅

### 鉄道路線
中心駅は水沢駅である。
- 東日本旅客鉄道（JR東日本）
  - 東北新幹線：水沢江刺駅
  - 東北本線：前沢駅 - 陸中折居駅 - 水沢駅

### 道路

#### 高速自動車国道
- E4 東北自動車道

- - (35) 前沢SA -  (35-1) 奥州スマートIC - (36)水沢IC

#### 一般国道
- 国道4号
- 国道107号
- 国道343号：道の駅みずさわ
- 国道397号
- 国道456号

#### 主要地方道
- 岩手県道8号水沢米里線
- 岩手県道10号江刺室根線
- 岩手県道14号一関北上線
- 岩手県道27号江刺東和線
- 岩手県道37号花巻平泉線
- 宮城県道・岩手県道49号栗駒平泉線

#### 一般県道
- 岩手県道106号前沢東山線
- 岩手県道108号江刺金ケ崎線
- 岩手県道113号水沢停車場線
- 岩手県道156号岩明岩谷堂線
- 岩手県道174号小友米里線
- 岩手県道175号陸中折居停車場線
- 岩手県道179号玉里梁川線

- 岩手県道196号胆沢金ケ崎線
- 岩手県道197号田原折居線
- 岩手県道226号佐倉河真城線
- 岩手県道236号衣川水沢線
- 岩手県道237号長坂束稲前沢線
- 岩手県道243号新城馬口沢線
- 岩手県道251号玉里水沢線

- 岩手県道255号広瀬三ケ尻線
- 岩手県道262号沖田田原線
- 岩手県道270号西根佐倉河線
- 岩手県道283号衣川前沢線
- 岩手県道287号口内伊手線
- 岩手県道300号三日町瀬原線
- 岩手県道302号前沢北上線

### バス
- 岩手県交通胆江営業所
- 東磐交通
- 奥州市コミュニティバス『Zバス』（水沢地区で運行）
- 奥州市営バス（江刺地区で運行）

#### 水沢金ケ崎線
- 胆沢病院 - 水沢高校前 - 水沢駅前 - 水沢駅通り - 奥州市役所前 - 八幡神社前 - 金ヶ崎高校前 - 県南運転免許センター
  - 平日のみ運行、1日4往復。岩手県交通発行のバスカード・定期券は利用不可[15]。
  - 2024年4月1日 - 岩手県交通の廃止路線代替として運行開始。
- 運行委託 : 株式会社 野口[16]
- 車両： 野口が保有する元奥州市営バス車両（日野・ポンチョ）を使用。

#### 胆沢水沢線
- まごころ病院 - 供養塚 - 石田温泉前 - 匠田 - 水沢駅通り - 水沢駅前 - 水沢駅通り - 水沢商業高校前 - 西町 - 水沢公園西口 - 胆沢病院 - 見分森入口 - 水沢農業高校前
  - 平日のみ運行、まごころ病院 - 水沢駅前間1日4.5往復、水沢駅前 - 水沢農業高校間1日3往復。
  - 岩手県交通発行の定期券は利用不可。交通系ICカードは利用可能[17]。
  - 2025年4月1日 - 岩手県交通の廃止路線代替として運行開始[18]。
- 運行委託 : 有限会社胆沢交通
- 車両： 胆沢交通が保有する元奥州市営バス車両（日野・ポンチョ）を使用。

#### 奥州市衣川バス
衣里線 : 平日のみ運行
- 古都の遊食 - 郵便局前 - 古都の遊食 - 深沢 - 衣里小学校前 - 瀬原 - 前沢駅東口 - イオン前沢店前
  - 1日3.5往復。
- 古都の遊食 - 郵便局前 - 古都の遊食 - 舘城 - 伝承館前 - 長者ヶ原廃寺跡前 - 瀬原 - 前沢駅東口 - イオン前沢店前
  - 1日1往復。
- 診療所前 → 古都の遊食 → 舘城 → 伝承館前 → 長者ヶ原廃寺跡前 → 瀬原
  - 火曜日・木曜日・金曜日運行、1日1本[20]。
- 運行委託 : 衣川タクシー
- 車両： 衣川タクシーが保有するジャンボタクシー車両（トヨタ・ハイエース）を使用。

### ナンバープレート
- 自動車のナンバープレートは、ご当地ナンバーである「平泉」ナンバーで登録される（ほかに一関市、金ケ崎町、平泉町）。

## 観光

### 景勝地

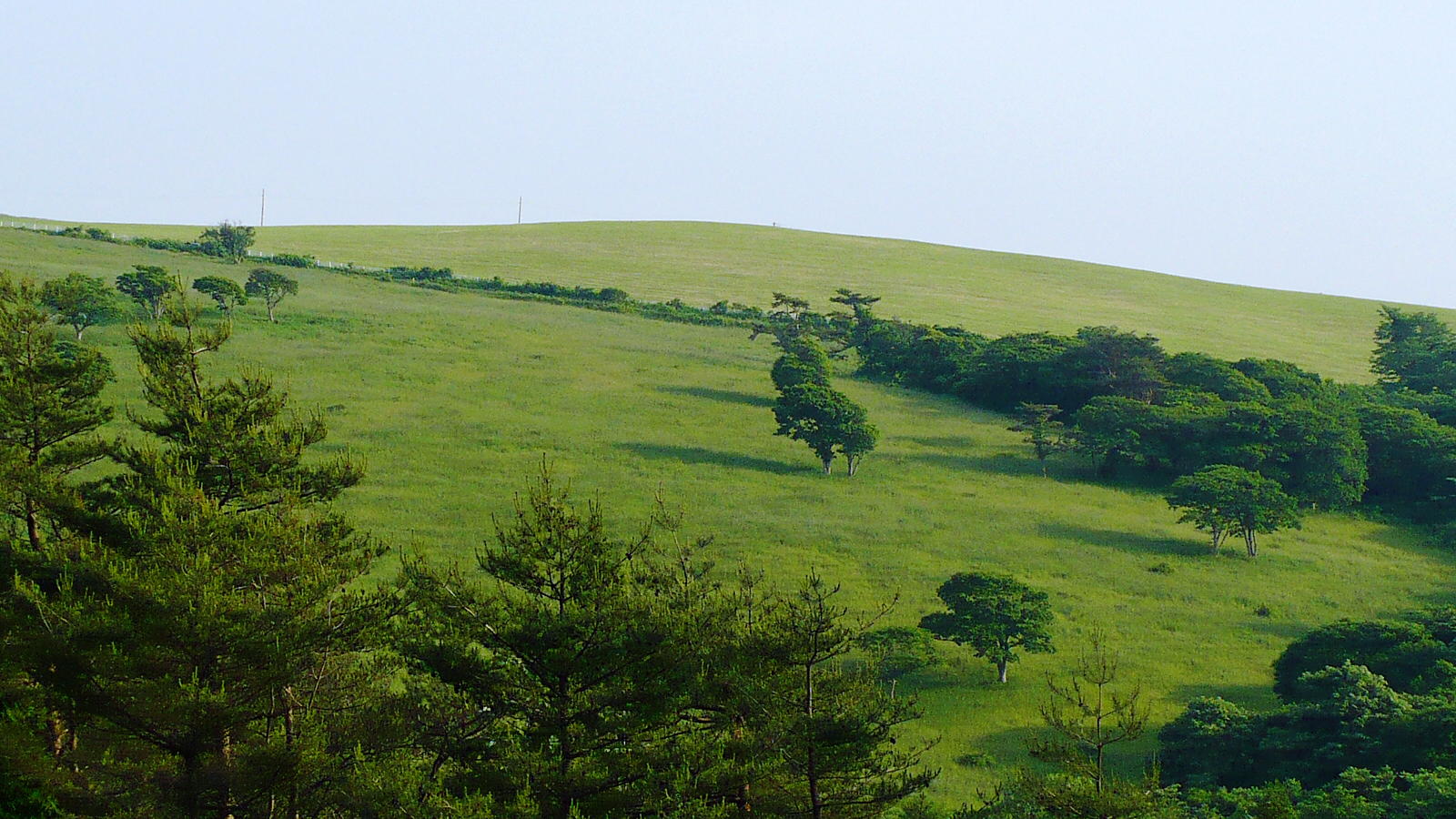
種山ヶ原

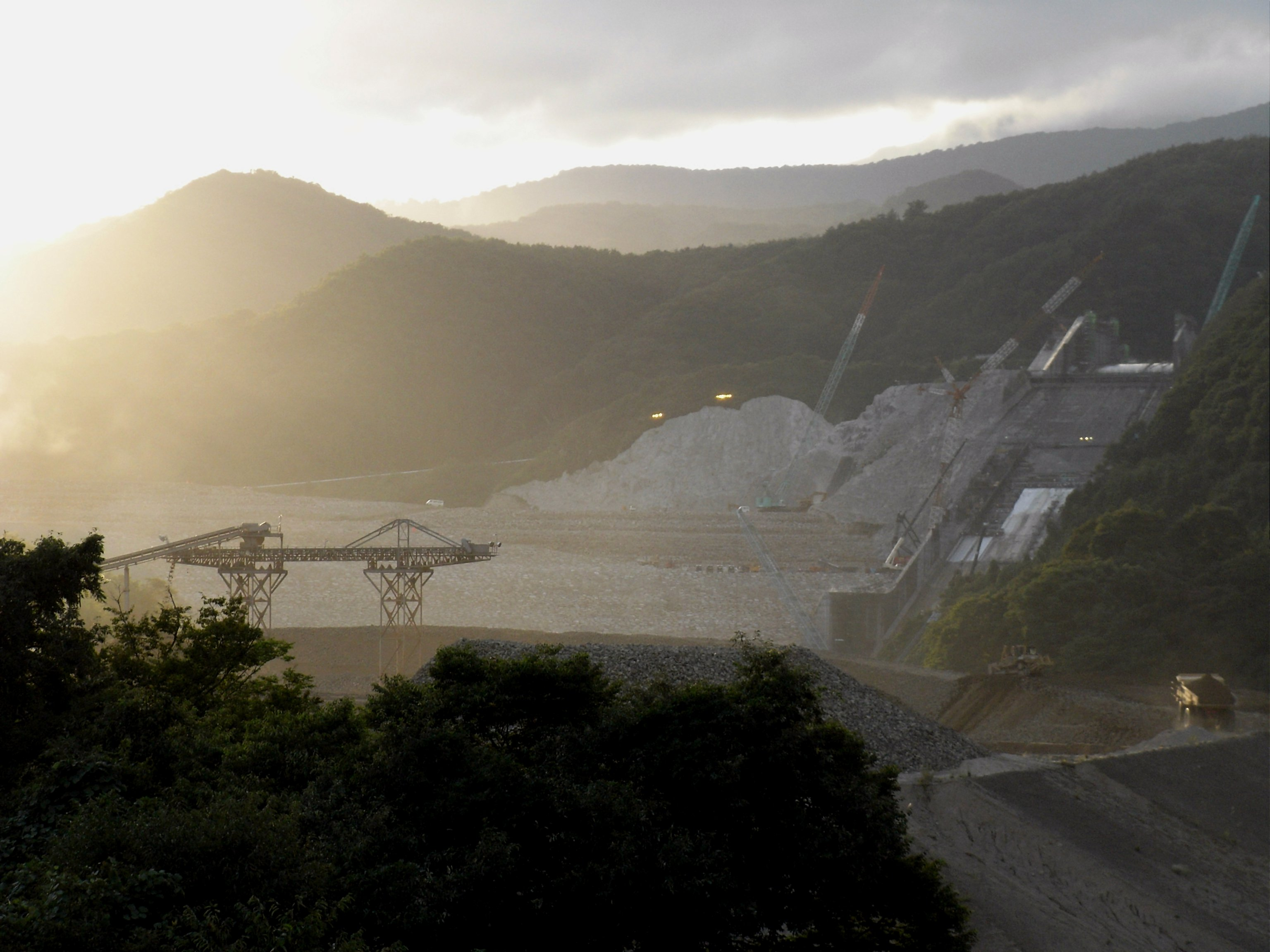
胆沢ダム

- 栗駒国定公園焼石連峰
- 北上川
- イーハトーブの風景地（国の名勝）
  - 五輪峠
  - 種山ヶ原
- 胆沢ダム（国内最大級のロックフィルダム）
  - 奥州湖
- 衣川の星空（日本一の星空）
- 徳水園
- 衣の滝
- 胆沢の散居集落（日本三大散居集落の一つ）
- 種山高原星座の森
- 阿原山高原
- 束稲山（経塚山）

### 歴史的・文化的建造物
- 大清水上遺跡（国の史跡）
- 角塚古墳（国の史跡）
- 胆沢城跡（国の史跡）
- 奥州平泉文化財群
  - 白鳥舘遺跡（国の史跡）
  - 長者ヶ原廃寺跡（国の史跡）
  - 接待館遺跡（国の史跡）

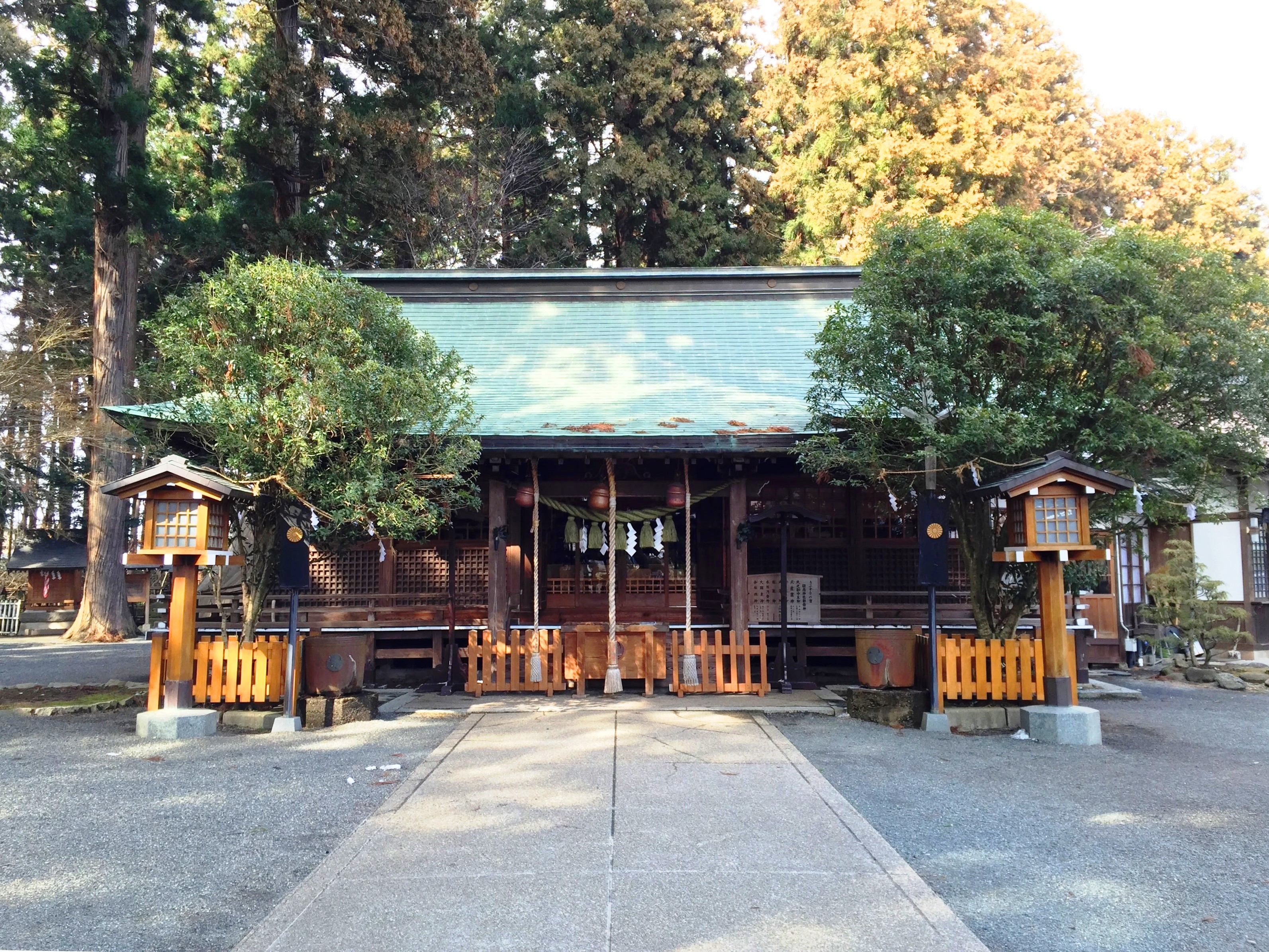
日高神社

  - 雲際寺（義経夫妻の位牌が安置されていたが、同寺の火災により焼失した）
  - 豊田館跡
  - 安倍館跡 など
- 高野長英旧宅（国の史跡）
- 正法寺（曹洞宗三本山の一つ。本堂、庫裏、惣門が国の重要文化財）
- 黒石寺（東北地方最古の寺。木造薬師如来坐像、木造僧形坐像、木造四天王立像が国の重要文化財）
- 駒形神社（陸中国一宮）
- 鹽竈神社（駒形神社別宮）
- 日高神社（本殿が国の重要文化財）
- 愛宕神社（木造兜跋毘沙門天立像が国の重要文化財）
- 黒石の十三塚（国の重要有形民俗文化財）
- 水沢の侍町（みちのくの小京都）
- 旧高橋家住宅（国の重要文化財）
- 旧後藤家住宅（国の重要文化財）
- 明治記念館
- 蔵町通り
- 旧木細工中学校（風の又三郎の舞台）
- 後藤伯記念公民館（日本初の公民館）
- 後藤新平旧宅

#### テーマパーク・レジャー施設

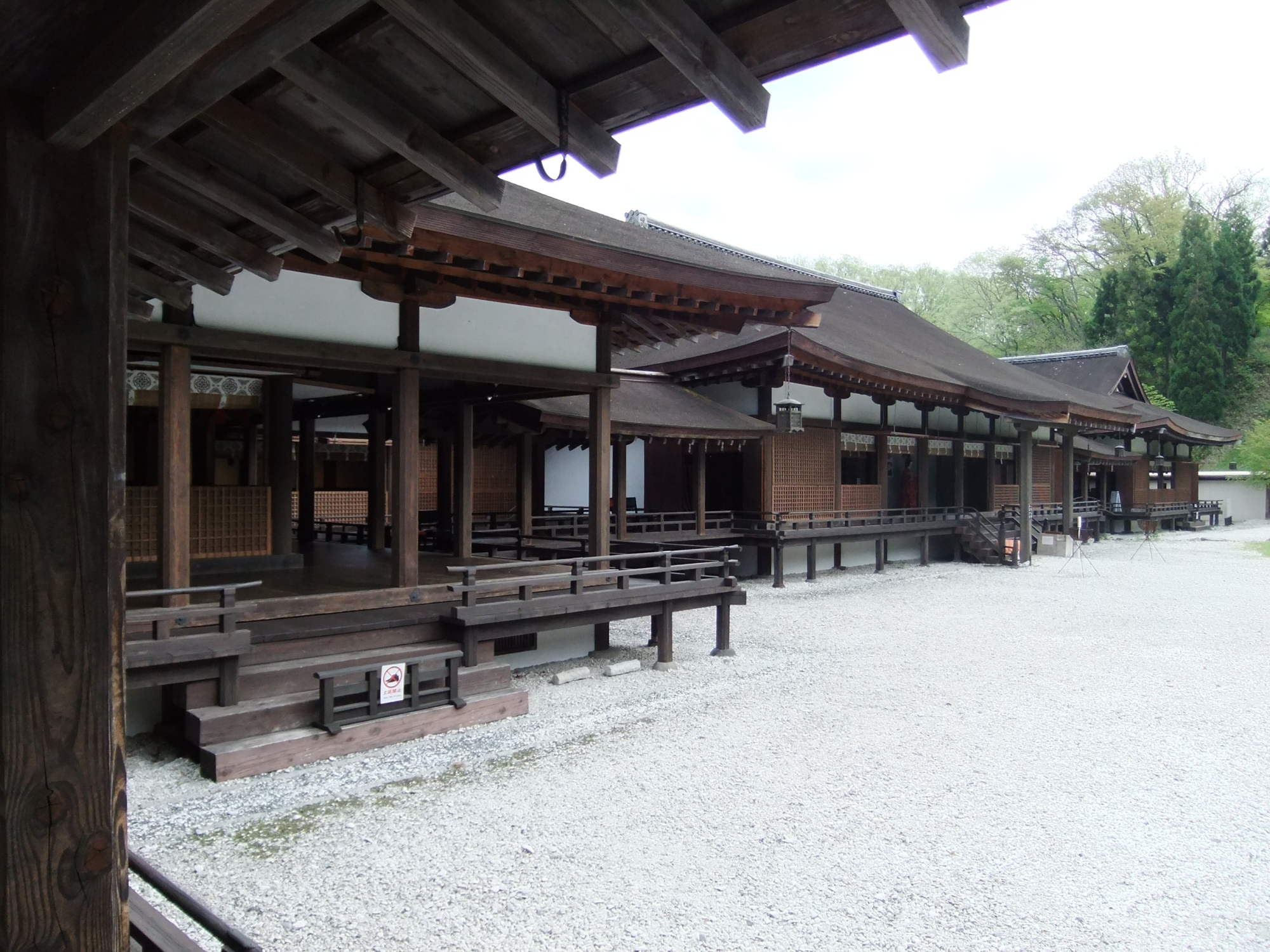
えさし藤原の郷（伽羅御所）

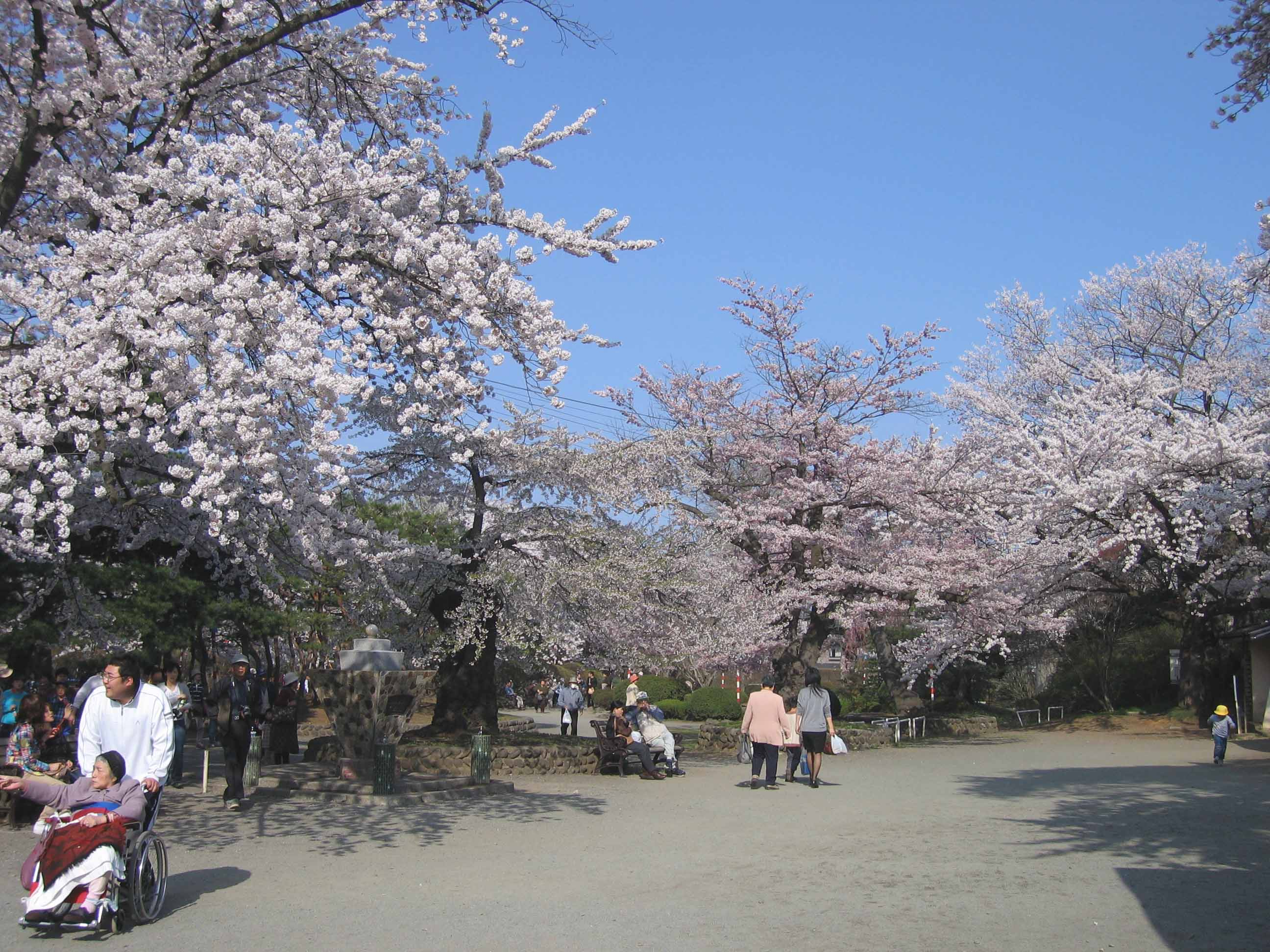
水沢公園

- えさし藤原の郷…NHK大河ドラマのロケ地（最近では『麒麟がくる』）として、よく使われる。
- 水沢競馬場（トウケイニセイやメイセイオペラ、トーホウエンペラーなどが過去に所属）
- つぶ沼
- 国見平スキー場
- 水沢公園
- 見分森公園
- 乙女川公園
- お物見公園
- 大師山森林公園
- 水沢ふれあいの丘公園

#### 温泉
- 球玉の湯 薬師堂温泉
- 水沢 石田温泉
- 胆沢川温泉 さくらの湯
- 前沢温泉 舞鶴の湯
- 焼石クアパーク ひめかゆ
- やけいし館
- 奥州胆沢温泉 すぱおあご
- 奥州・平泉温泉旅館ITSUMU（衣紡（いつむ）） - 旧国民宿舎サンホテル衣川荘。民間譲渡され2024年3月下旬オープン予定だったが[21]、資材高騰などで工期が長期化し、2025年4月25日にリニューアルオープンすることになった[22]。
- 国見平温泉 はごろもの湯（2023年末で営業休止）[23]
- 黒滝温泉 のぞみの湯（2023年10月からポンプ故障で休止、2024年3月末に営業終了を決定）[24]

### 博物館・記念館
- 国立天文台水沢VLBI観測所
  - 奥州宇宙遊学館
  - 木村栄記念館
- 高野長英記念館
- 後藤新平記念館
- 斎藤実記念館
- 菊田一夫記念館
- 乙女川先人館
- 明治記念館
- 奥州市牛の博物館
- 奥州市武家住宅資料館
- 奥州市消防記念館
- 奥州市埋蔵文化財調査センター
- 奥州市伝統産業会館 キューポラの館

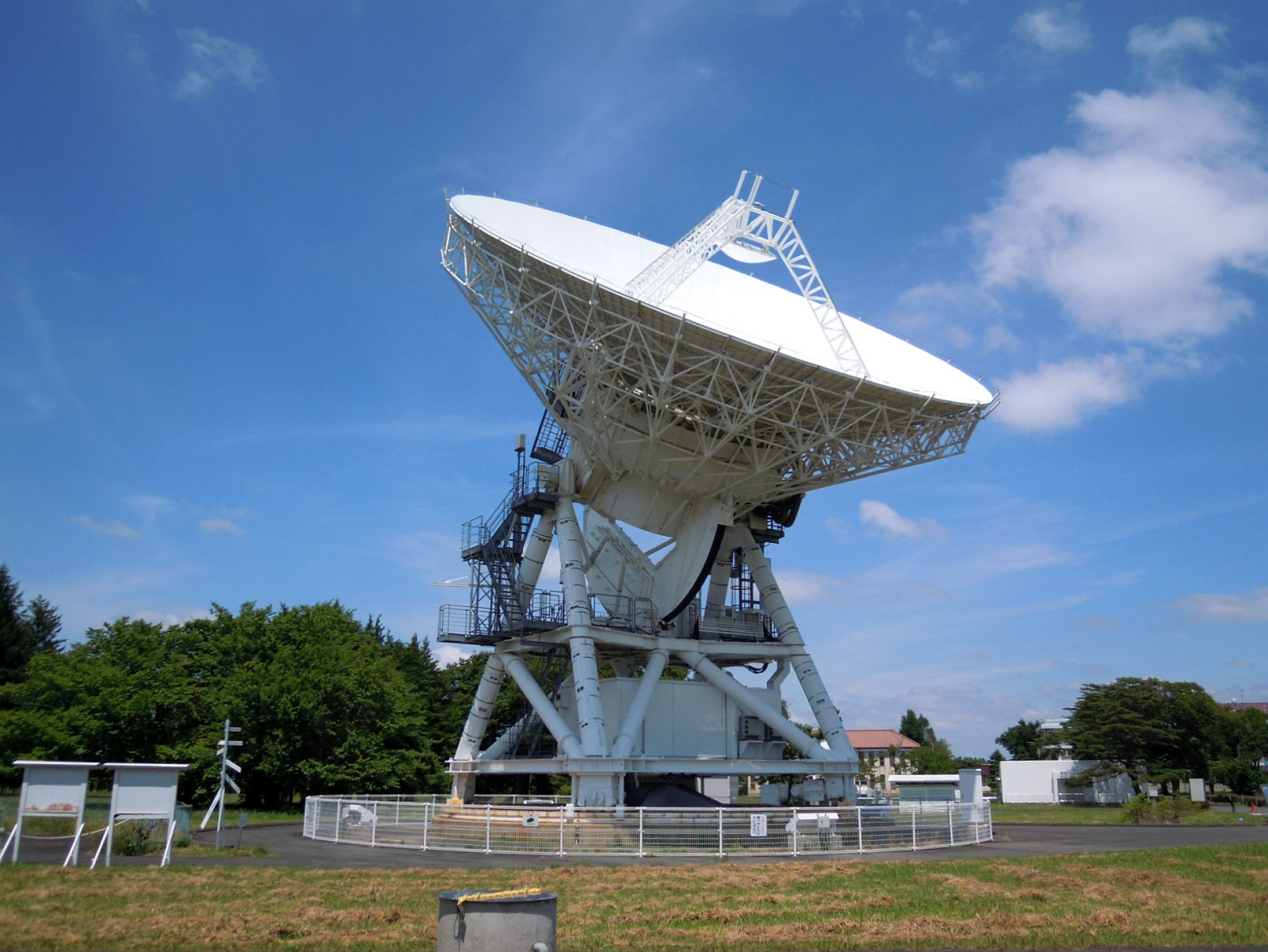
水沢VLBI観測所

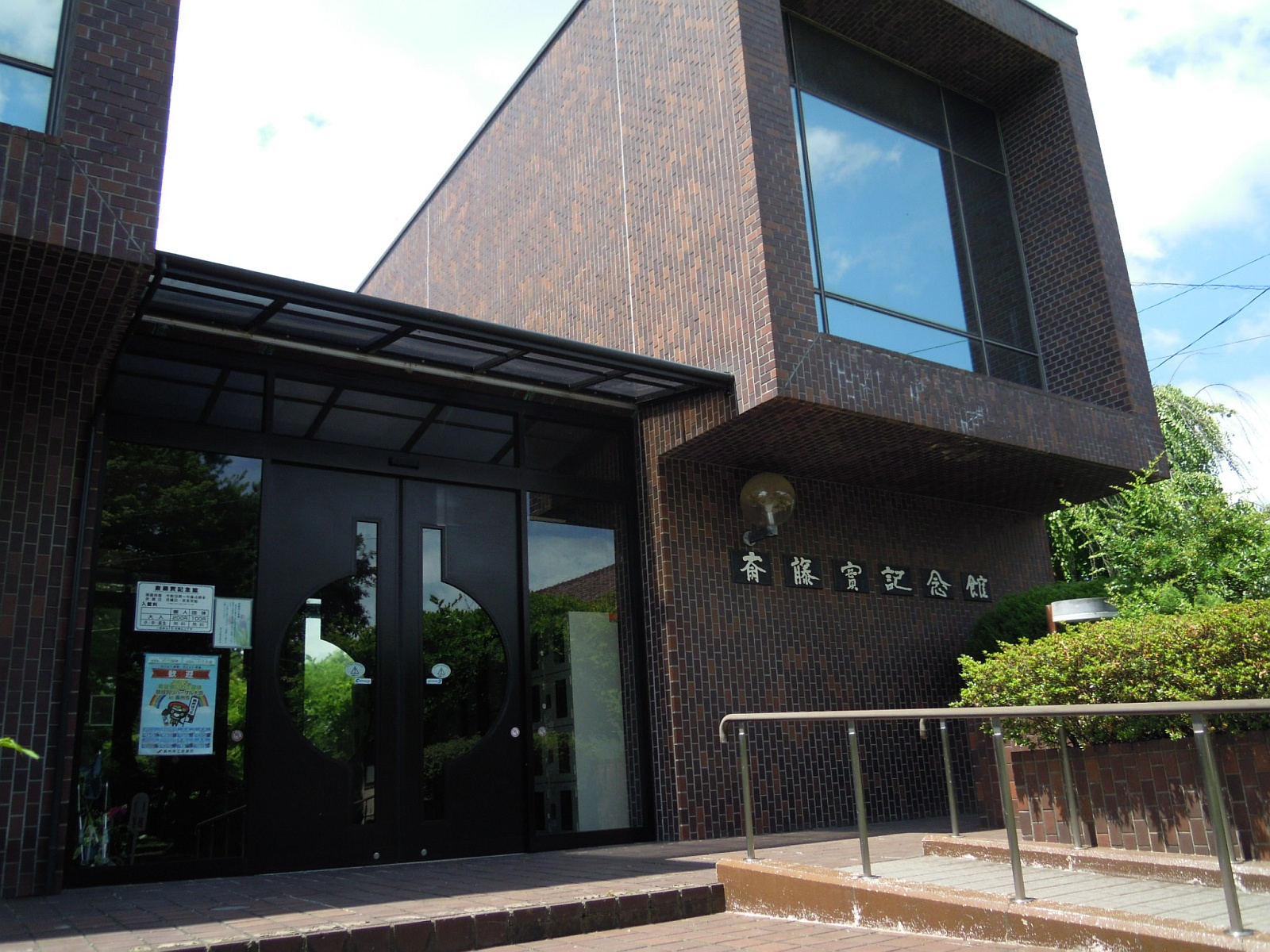
齋藤實記念館

- めんこい美術館（旧・岩手めんこいテレビ本社）
- えさし郷土文化館
- 胆沢郷土資料館
- 胆沢ダム学習館
- 衣川歴史ふれあい館

### 祭り
- 熊野神社蘇民祭（1月）

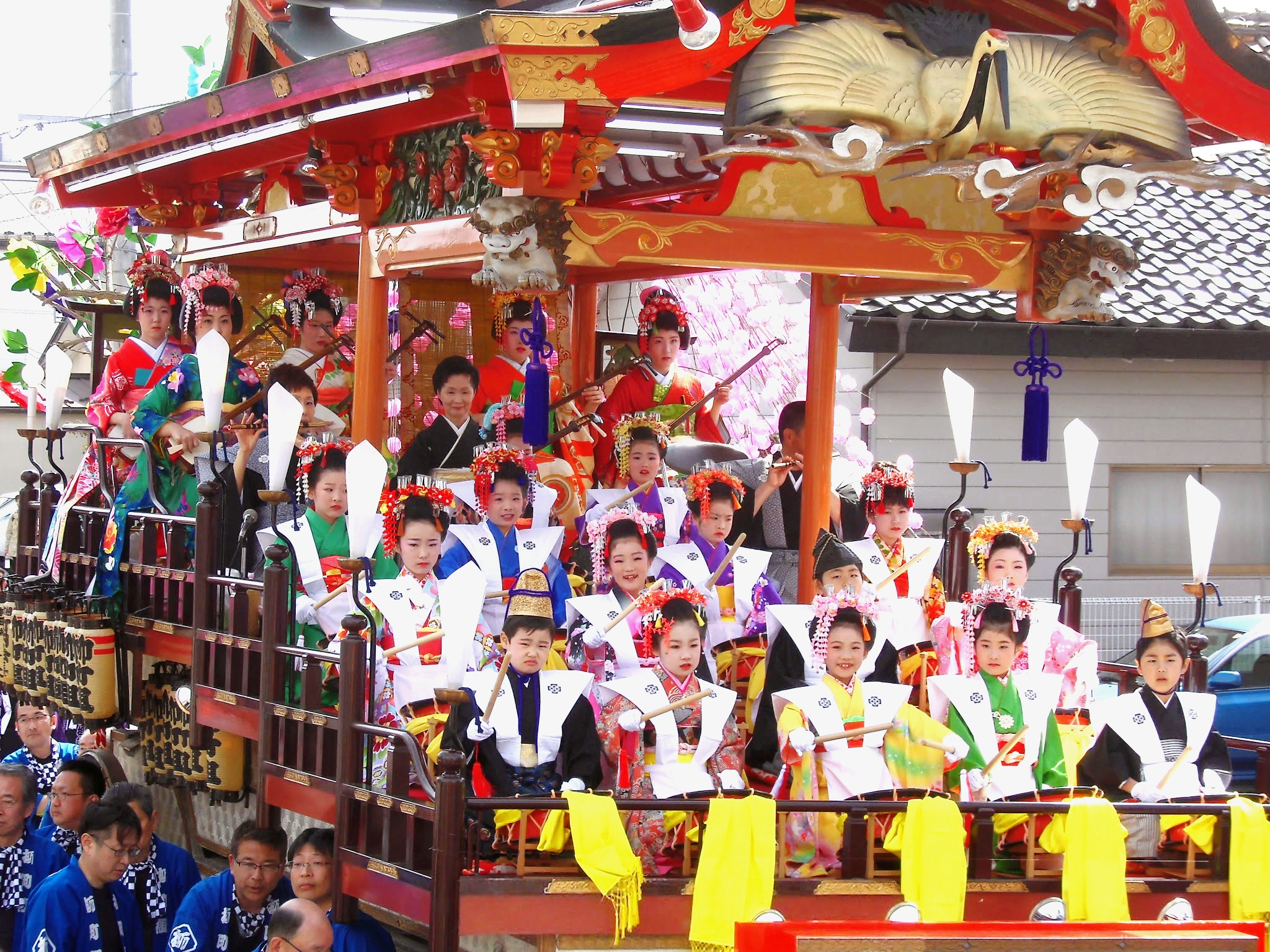
日高火防祭り

- 黒石寺蘇民祭（2月、国の選択無形民俗文化財）
- 全日本農はだてのつどい（2月）
- 奥州水沢くくり雛まつり（3月）
- 羽田火防祭（3月）
- 奥州前沢春まつり（4月）
- 前沢桜まつり（お物見公園桜まつり）（4月）
- 江刺桜まつり（4月）
- 水沢公園花まつり（4月）
- 水の郷さくらまつり（4月）
- 日高火防祭（4月）
- 子供騎馬武者行列（5月）
- 江刺甚句まつり（5月）
- 奥州きらめきマラソン（5月）
- 前沢牛まつり（6月）
- 平泉やぶさめ（6月）
- 種山高原山開き（6月）
- 奥州市南部鉄器まつり（7月）
- 奥州前沢よさこいFesta（7月）
- 奥州水沢夏祭り（8月）
- むらまつり（8月）
- 前沢夏まつり（8月）
- 奥州ころもがわ祭り（8月）
- みちのく盂蘭盆まつり（8月）
- アテルイ歴史の里まつり（9月）
- 奥州YOSAKOI in みずさわ（9月）
- 水沢産業まつり（10月）
  - 奥州水沢グルメまつり
- 江刺産業まつり（10月）
- 鬼剣舞（国の重要無形民俗文化財）
  - 南下幅念仏剣舞
  - 化粧坂念仏剣舞
- 川西念仏剣舞（国の重要無形民俗文化財）
- 江刺鹿踊り（国の重要無形民俗文化財）

### 名産品・特産品

#### 伝統工芸品

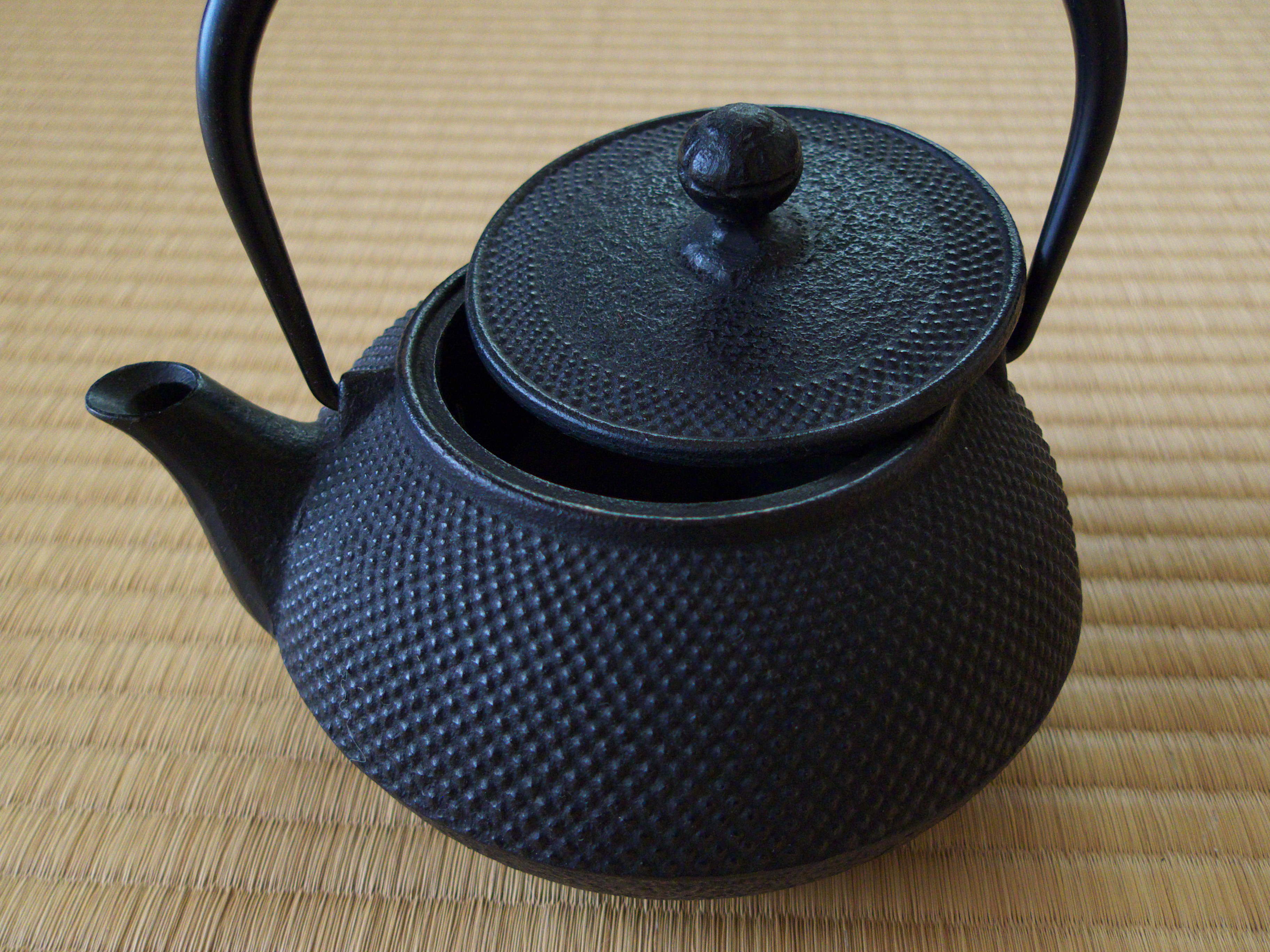
南部鉄器鉄瓶

- 南部鉄器
- 岩谷堂箪笥
- 秀衡塗

#### 食品

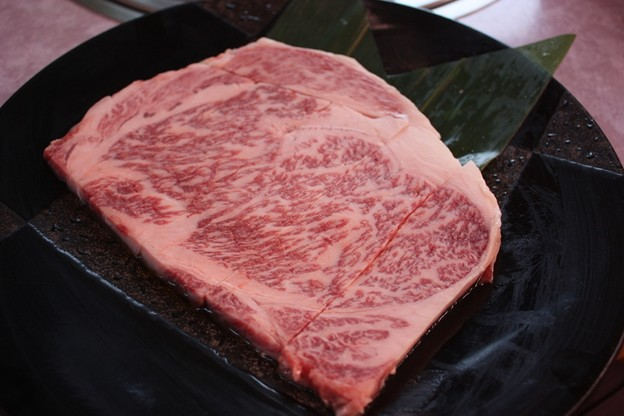
前沢牛

- 前沢牛
- 江刺りんご
- いわて奥州牛
- 江刺牛
- 江刺金札米
- 岩谷堂羊羹
- 奥州はっと
- 亀の子煎餅
- 卵めん
- 金婚漬
- 胆沢ピーマン
- 地酒
- ハトムギ
- ガルギール
- どぶろく（どぶろく特区）

## スポーツチーム
- 水沢駒形野球倶楽部（野球）
- 水沢サッカークラブ（サッカー）
- ヌ・ペーレ平泉前沢（サッカー）

## 出身有名人

### 近代以前
- アテルイ - 平安の征夷大将軍・坂上田村麻呂の遠征に対して戦った蝦夷の軍事指導者
- 安倍氏 - 平安時代に奥六郡を中心に勢力を拡大した豪族
- 藤原清衡 - 奥州藤原氏初代、平泉開祖
- 高野長英 - 江戸時代後期の医者・蘭学者
- 箕作省吾 - 江戸時代後期の地理学者

### 政治・経済・法曹
- 後藤新平 - 台湾総督府民政長官、満鉄初代総裁、逓信大臣、内務大臣、外務大臣、東京市（現・東京都）第7代市長、拓殖大学第3代学長等
- 斎藤実[25] - 海軍大将、海軍大臣、朝鮮総督、ジュネーブ海軍軍縮会議主席全権、第30代内閣総理大臣、内大臣等
- 下飯坂権三郎 - 衆議院議員、自由民権運動家、水沢町長
- 郷古潔 - 三菱重工業社長、日本航空協会初代会長、東條内閣顧問（A級戦犯）
- 入間野武雄 - 大蔵官僚、日本専売公社総裁
- 小沢佐重喜 - 弁護士、衆議院議員、建設大臣、自民党国対委員長等
- 椎名悦三郎 - 商工次官、軍需次官、内閣官房長官、通商産業大臣、外務大臣、自由民主党・総務会長、政調会長、副総裁等
- 増田盛 - 農林官僚、参議院議員
- 穀田恵二 - 衆議院議員、日本共産党国会対策委員長、中央委員会常任幹部会委員
- 高橋嘉信 - 衆議院議員、小沢一郎の秘書
- 浅沼新 - 銀行家、東北銀行頭取
- 及川昭伍 - 官僚、国民生活センター理事長
- 岡原昌男 - 検察官、最高裁判所長官
- 吉田瑞彦 - 弁護士、日本弁護士連合会副会長
- 吉田克郎 - 岩手銘醸会長

### 学術・文化・芸術
- 山崎為徳 - 明治時代初期の宗教家、神学者
- 斎藤斐章 - 歴史学者、東京高等師範学校教授
- 及川完 - 歴史学者、東京商科大学助教授
- 森口多里 - 美術史家
- 小野寺直助 - 内科医学者、久留米医科大学学長
- 佐々木英也 - 西洋美術研究者、東京藝術大学名誉教授、岩手県立美術館長
- 佐藤謙 - 生態学者
- 高橋萬右衛門 - 植物学者、北海道大学名誉教授
- 千田典史 - 歯学者、北海道大学臨床教授
- 菊地正幸 - 地震学者、東京大学教授
- 阿部博友 - 法学者、一橋大学名誉教授、国際取引法学会会長
- 小野寺理 - 医師、新潟大学准教授
- 及川清昭 - 都市工学・建築学者、立命館大学教授
- 吉田富穂 - 農学者、専修大学北海道短期大学学長
- 門脇和男 - 物理学者、筑波大学大学院教授
- 常盤新平 - 作家、翻訳家、直木賞受賞
- 三好京三 - 作家、直木賞受賞
- 菅野国春 - 作家
- 小野寺公二 - 小説家、「岩手県民の歌」作詞者（「田原耕二」名義）
- 勝山海百合 - 小説家
- 高橋勝四郎 - 獣医師
- 及川豪鳳 - 画家
- 神山睦美 - 文芸評論家
- 佐藤嗣麻子 - 映画監督
- 及川拓郎・映画監督、脚本家、作家
- 池田文春 - 漫画家（在住）
- 菊地かまろ - 漫画家
- 後藤寿庵 - 漫画家
- 地下沢中也 - 漫画家
- 吉田戦車 - 漫画家
- 菅英三子 - 声楽家
- 菊池恩恵 - 実業家、小説家

### 芸能・マスコミ
- 及川仁 - ジャーナリスト
- 千田善 - ジャーナリスト
- 菊池久 - 政治評論家
- 大瀧詠一 - ミュージシャン
- 松本哲也 - シンガーソングライター
- 吉田達也 - ミュージシャン、ルインズドラマー
- 秀一 - LONG SHOT PARTY
- 桂枝太郎 - 落語家
- 小牧正英 - バレエダンサー
- 酒井くにお・とおる - 漫才師
- 鈴木裕貴 - 俳優
- 折原真紀 - 女優・歌手
- 鈴々木保香 - タレント
- 安部香里 - ローカルタレント
- 久慈暁子 - 元フジテレビアナウンサー
- 純恋 - ファッションモデル
- 一城みゆ希 - 声優
- 阿部渉 - NHK東京アナウンス室アナウンサー
- 小野礼子 - 元テレビ山口アナウンサー
- 田中康男 - 元IBC岩手放送アナウンサー
- 津田禎 - 元青森テレビアナウンサー
- 北條愁子 - 元テレビユー福島アナウンサー
- 菅原初代 - フードファイター[26]
- 田代美佳 - ピアニスト

### スポーツ
- 大谷翔平 - プロ野球選手
- 河内山拓樹 - 独立リーグ野球選手
- 飯尾一慶 - サッカー選手
- 菊池忍 - サッカー指導者
- 千葉慎也 - バスケットボール選手
- 北條純一 - ラグビー選手
- 高橋乃綾 - ソフトテニス選手
- 那須川瑞穂 - 陸上競技選手
- 岩手富士祐一 - 大相撲力士
- 及川煌久 - 大相撲力士
- 前田川克郎 - 大相撲力士
- 徹肌ィ郎 - 総合格闘家
- 石川修司 - プロレスラー
- 及川裕奨 - 競輪選手
- 菅原勲 - 騎手
- 菅原俊吏 - 騎手
- 小嶋久輝 - 騎手
- 小林俊彦 - 騎手
- 佐藤雅彦 - 騎手
- 村上忍 - 騎手

### その他
- 片桐清治 - 牧師
- 及川裸観 - 健康普及会ニコニコ裸運動主宰
- 藤田和芳 - 社会起業家

### 奥州市にゆかりのある有名人
- 泉沢彰 - プロ野球選手
- 岩本義行 - プロ野球選手
- 小沢一郎 - 衆議院議員、元自治大臣、自民党幹事長、民主党代表等
- 小野寺悦子 - 詩人、童話作家
- 加藤芳郎 - 漫画家、タレント、司会者
- 仮名堂アレ - ライトノベル作家（在住）
- 川端康成 - 小説家
- 菅野美穂 - 女優
- 菊田一夫 - 劇作家、作詞家
- 木村栄 - 天文学者、理学博士
- 後藤寿庵 - キリスト教信者の武士、伊達政宗の家臣
- 坂上田村麻呂 - 平安時代の武官
- 佐藤晨 - 日本画家
- 椎名素夫 - 政治家、実業家、物理学者
- ジョヴァンニ安東 - 芸術家（サイバーゲージツ家）
- 菅江真澄 - 旅行家、博物学者
- 菅原氏
  - 菅原吉祥女（菅原道真夫人）
  - 菅原松応姫（菅原道真息女）
  - 菅原梅枝姫（菅原道真二女）
  - 菅秀才敦茂（菅原道真息子）
- 鈴木耕治 - アナウンサー
- 千昌夫 - 演歌歌手
- 高橋克彦 - 小説家
- ダークダックス - 合唱団
- 壇蜜 - タレント、女優、グラビアモデル
- 支倉常長 - 伊達政宗の家臣
- 藤原経清 - 奥州藤原氏の祖
- 正岡子規 - 俳人、歌人、国語学研究家
- 光瀬龍 - SF作家
- 源頼義 - 平安時代中期の武将
- 源義家 - 平安時代後期の武将
- 源義経 - 平安時代末期の武将
- 宮沢賢治 - 詩人、童話作家

## 百選

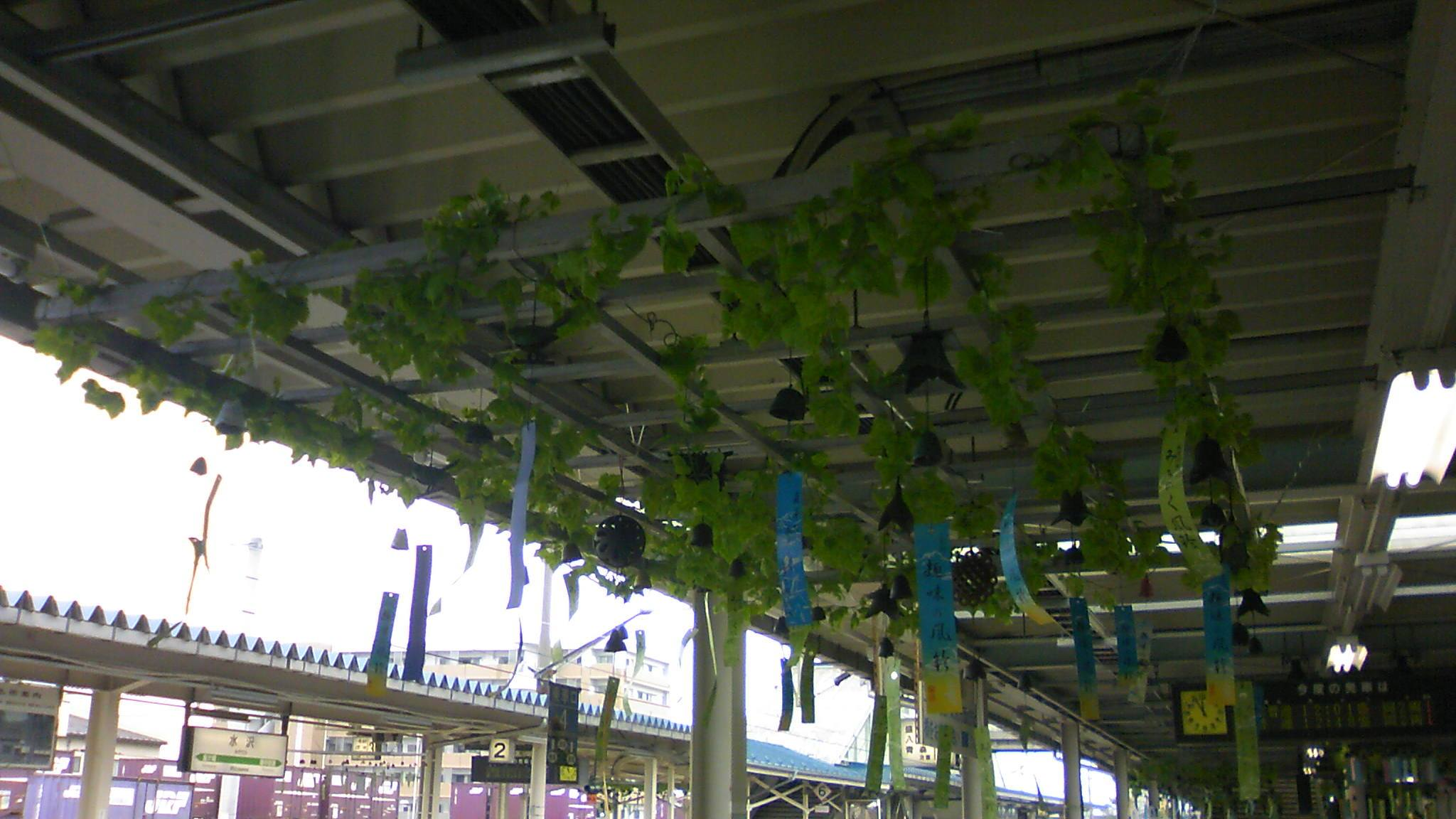
水沢駅ホームの南部鉄器風鈴装飾

- 日本の音風景100選：水沢駅の南部風鈴
- 水の郷百選：水と緑の散居の町
- 水源の森百選：焼石連峰水源の森
- 美しい日本のむら景観百選：南都田
- ため池百選:内田ため池